# Умершие в июле 2021 года
Это список известных людей, соответствующих установленным критериям значимости (см. Википедия:Критерии значимости персоналий), умерших в июле 2021 года.
Причина смерти указывается лишь в исключительных случаях (убийство, самоубийство, гибель в результате военных действий, смертная казнь, ДТП или несчастные случаи). В остальных случаях — не указывается.

## 31 июля

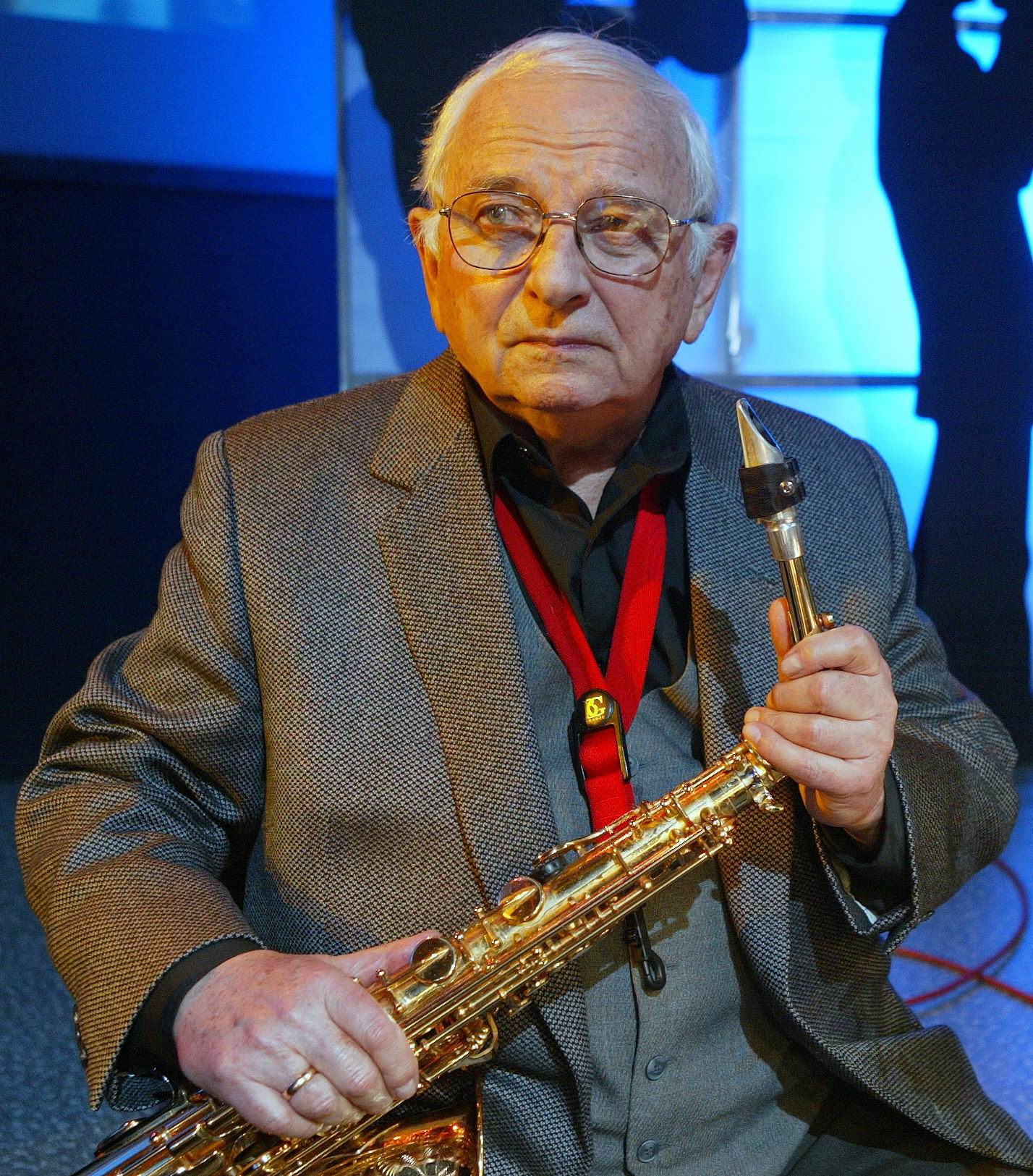
Ежи Матушкевич

- Акино, Эрминио (72) — филиппинский политический деятель, депутат Палаты представителей (1987—1998)[1].
- Бейли, Анджела (59) — канадская легкоатлетка, серебряный призёр летних Олимпийских игр в Лос-Анджелесе в эстафете 4×100 м (1984)[2].
- Бермудес, Хосемит (41) — венесуэльская актриса[3].
- Голубятников, Игорь Владимирович (61) — российский ученый и организатор высшего образования, ректор Московского государственного университета приборостроения и информатики (2006—2013) [источник не указан 1407 дней]
- Гуревич, Геннадий Павлович (81) — российский кинопродюсер[4].
- Коган, Михаил Аронович (75) — российский балетмейстер, заслуженный деятель искусств Российской Федерации (2000)[5].
- Коротеев, Виктор Алексеевич (84) — советский и российский вулканолог, академик РАН (1992)[6].
- Купер, Терри (77) — английский футболист и футбольный тренер, двукратный чемпион Англии, двукратный обладатель Кубка ярмарок в составе клуба «Лидс Юнайтед»[7].
- Матушкевич, Ежи (93) — польский композитор и джазовый музыкант[8].
- Николлс, Томас (89) — английский боксёр легчайшей и полулёгкой весовых категорий, серебряный призер летних Олимпийских игр в Мельбурне (1956)[9].
- Парийский, Юрий Николаевич (89) — советский и российский астроном, академик РАН (1992), сын Н. Н. Парийского[10].
- Смирнова, Диана Алексеевна (95) — советский и российский художник народных промыслов, народный художник Российской Федерации (1999)[11].

## 30 июля

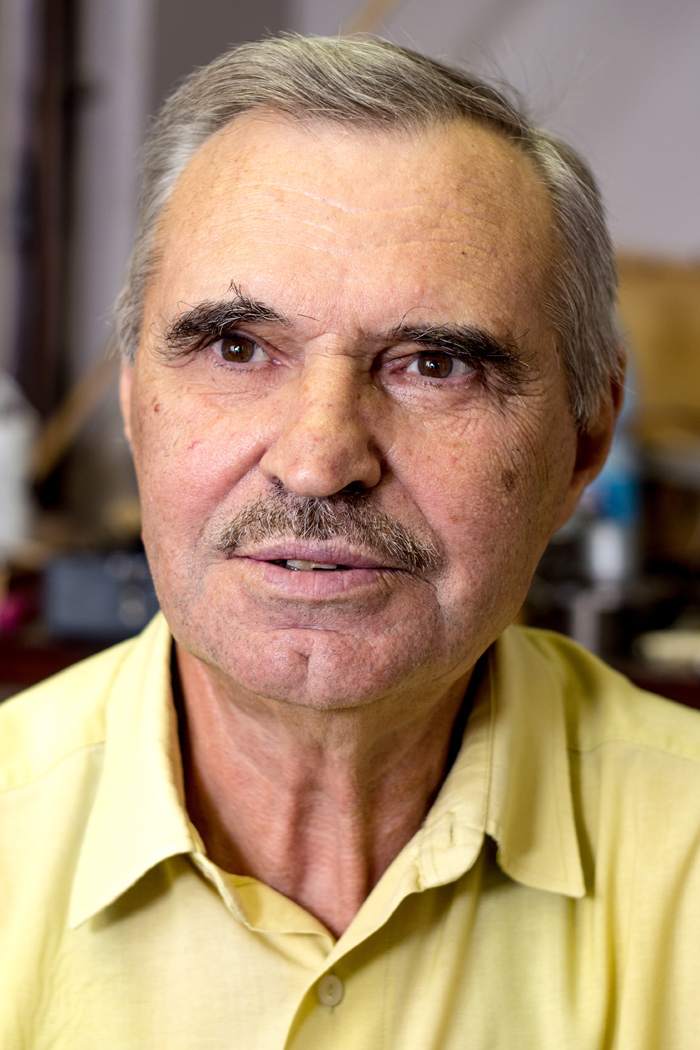
Владимир Киселёв

- Киселёв, Владимир Дмитриевич (78) — советский и российский химик, доктор химических наук (1986), профессор Казанского университета (1992)[12].
- Кошляков, Михаил Николаевич (90) — советский и российский океанолог, доктор физико-математических наук (1974), заслуженный профессор МФТИ, заслуженный деятель науки Российской Федерации (1999), сын Н. С. Кошлякова[13].
- Кушнарёва, Анна Герасимовна (99) — советский передовик сельскохозяйственного производства, Герой Социалистического Труда (1949) (о смерти объявлено в этот день)[14].
- Мурзаков, Валерий Николаевич (81) — советский и российский писатель, заслуженный работник культуры Российской Федерации[15].
- Онига, Рэйчел (64) — нигерийская киноактриса[16].
- Пикетт, Джей (60) — американский актёр[17].
- Пипия, Лаша Гудаевич (45) — грузинский и российский дзюдоист и самбист, чемпион России по дзюдо[18].

## 29 июля

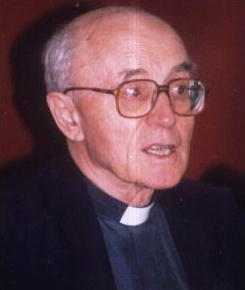
Альбер Вануа

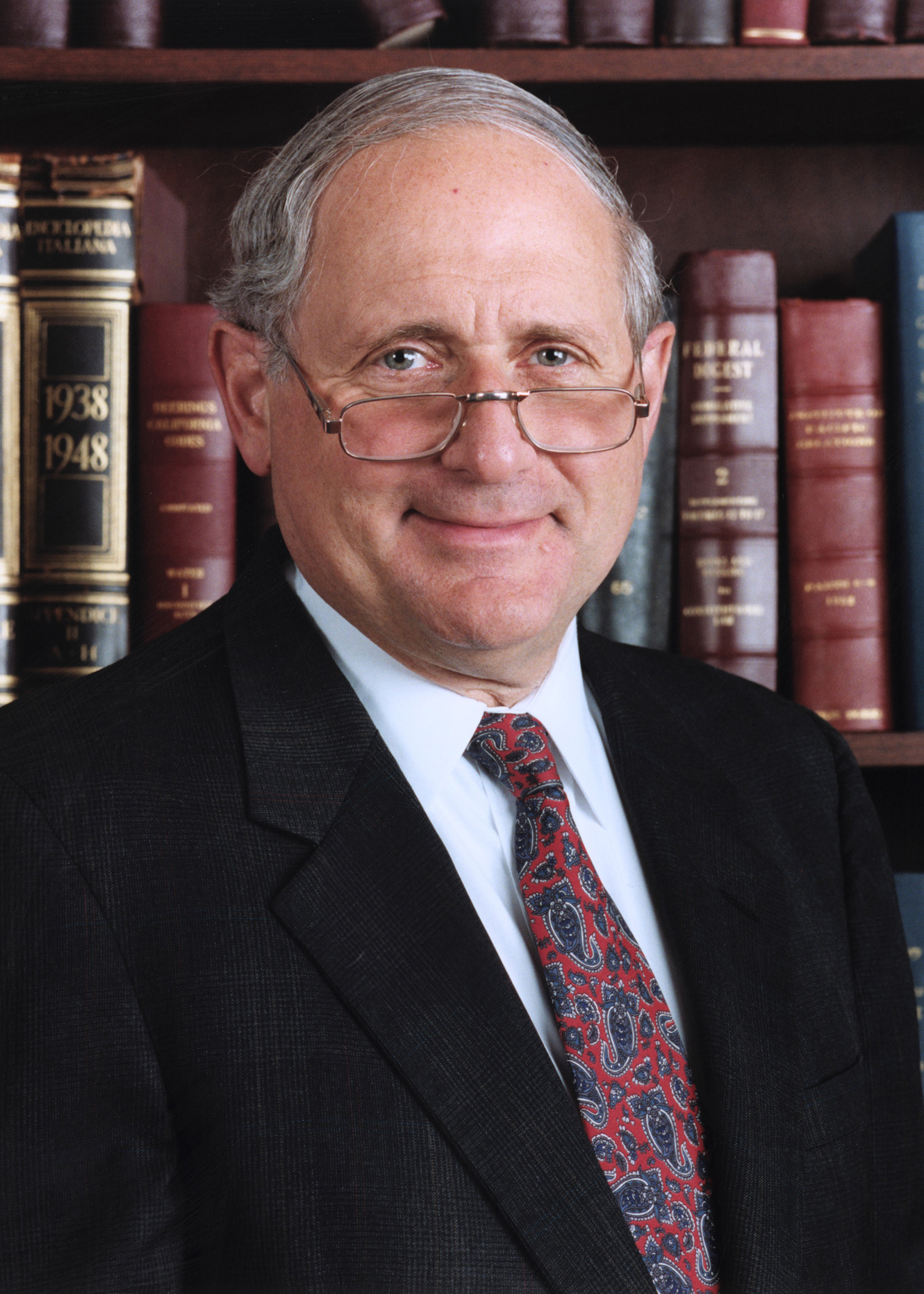
Карл Левин

- Банана, Джанет (83) — Первая леди Зимбабве (1980—1987)[19].
- Вануа, Альбер (98) — французский кардинал, ректор Папского библейского института (1984—1990)[20].
- Гуха, Анима (89) — индийская писательница[21].
- Дав, Роберт (82) — американский политический деятель, парламентский представитель Сената США (1981—1987, 1995—2001)[22].
- Джозеф, Томас (67) — индийский писатель[23].
- Зизинью (Жерарду Франсишку душ Сантуш) (59) — бразильский футболист[24].
- Кинг, Филип (87) — британский скульптор, президент Королевской Академии художеств (1999—2004)[25].
- Костина, Нина Васильевна (86) — советский и российский художник, заслуженный художник Российской Федерации (1992)[26].
- Ламм, Ричард (85) — американский государственный деятель, губернатор Колорадо (1975—1987)[27].
- Левин, Карл (87) — американский государственный деятель, сенатор-демократ от штата Мичиган (1979—2015)[28].
- Марек, Владимир (69) — чешский актёр[29].
- Маскеев, Куаныш Мубаракович (89) — советский и казахстанский фтизиатр, ректор Алма-Атинского государственного медицинского института (1975—1987)[30].
- Мин Ю Вай (92) — бирманский писатель[31].
- Немировский, Гарринальд Михайлович (85) — советский, украинский и российский спортивный журналист[32].
- Тамен, Педру (86) — португальский поэт и переводчик[33].
- Танака, Раймонд Кэнъити (93) — японский католический прелат, епископ Киото (1976—1997)[34].
- Тупутупу Ваеа (90) — представительница тонганской аристократии[35].
- Шекоян, Армен Акопович (68) — армянский писатель[36].

## 28 июля

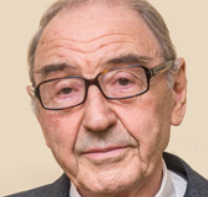
Олег Бакланов

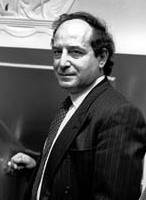
Роберто Калассо

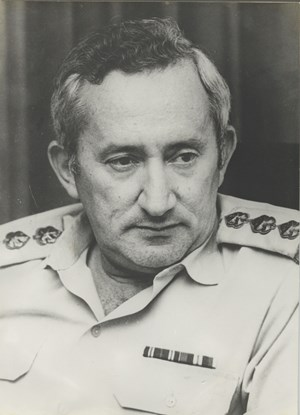
Цви Хадар

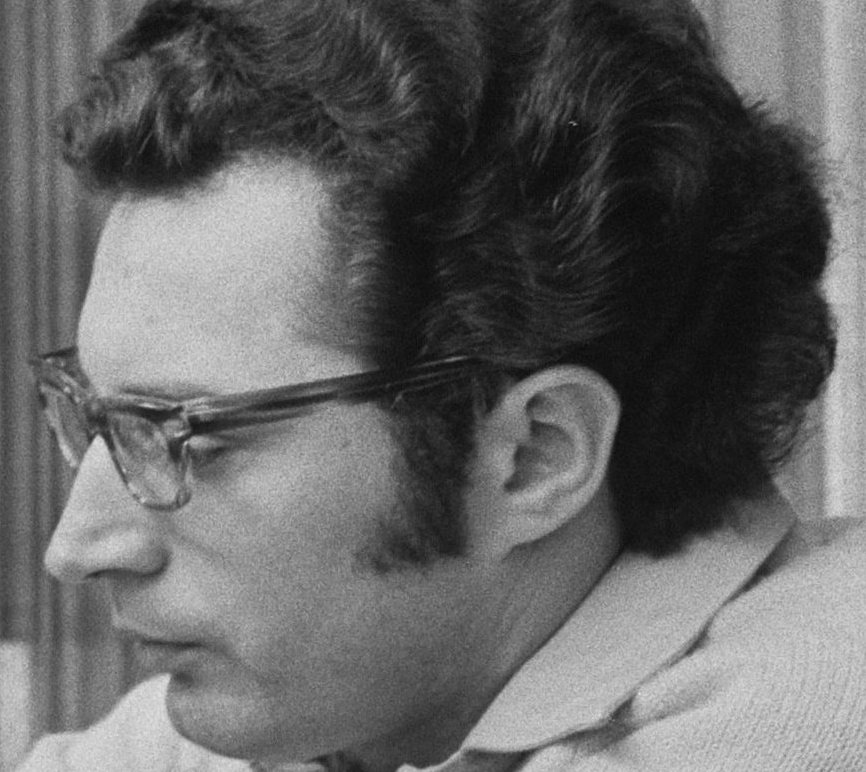
Иштван Чом

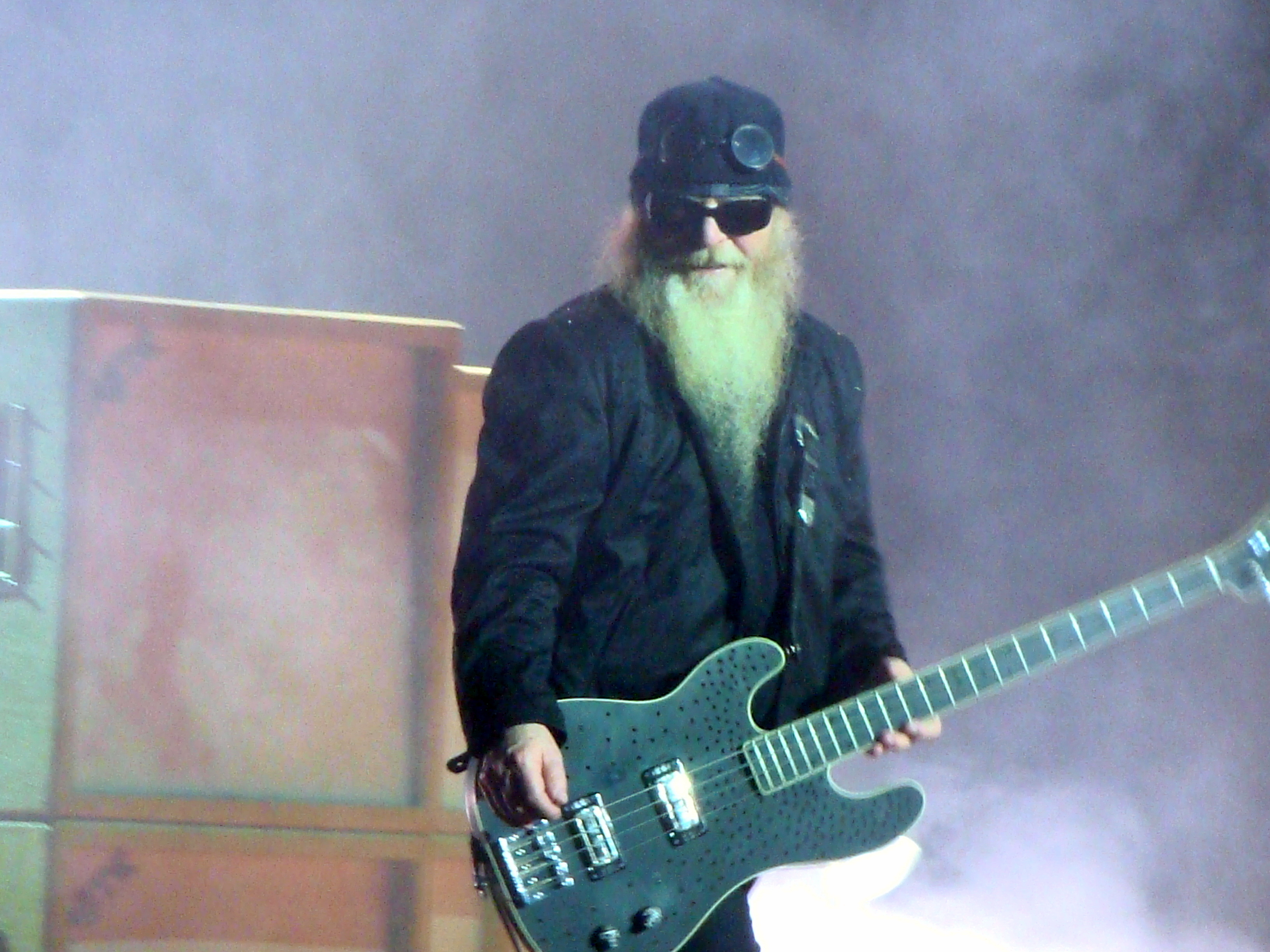
Дасти Хилл

- Алам, Хуршед (86) — бангладешский экономист, глава Банка Бангладеш (1992—1996)[37]
- Андреев, Алексей Викторович (64) — советский и российский тренер по лёгкой атлетике, заслуженный тренер СССР[38].
- Атабаев, Булат Манашевич (69) — казахстанский театральный режиссёр, драматург, общественный деятель, заслуженный деятель Казахстана[39].
- Бакланов, Олег Дмитриевич (89) — советский государственный и партийный деятель, министр общего машиностроения СССР (1983—1988), секретарь ЦК КПСС (1988—1991), член ГКЧП (1991) Герой Социалистического Труда (1976)[40].
- Блинник, Борис Соломонович (84) — советский регбист, чемпион СССР (1970, 1973) в составе команды «Фили (Москва)»[41].
- Вагин, Бен (91) — немецкий художник и скульптор[42].
- Джакомини, Джузеппе (80) — итальянский оперный певец (драматический тенор)[43].
- Джордж, Питер (92) — американский тяжелоатлет, чемпион летних Олимпийских игр в Хельсинки (1952)[44].
- Дикий, Владимир Петрович (59) — советский и украинский футболист и тренер[45].
- Калассо, Роберто (80) — итальянский писатель[46].
- Каменсайн, Тамара (74) — аргентинская поэтесса[47].
- Кантор, Анна Павловна (98) — советский музыкальный педагог, заслуженный деятель искусств Российской Федерации (1992)[48].
- Каюмов, Дмитрий Дмитриевич (72) — советский и узбекистанский шахматист, гроссмейстер (2003)[49].
- Кук, Уэйд (71) — американский писатель[50].
- Мельхиор, Бент (92) — датский религиозный деятель, главный раввин Дании (1969—1996)[51].
- Поломская, Барбара (87) — польская актриса театра и кино[52].
- Радица, Рубен (90) — хорватский композитор[53].
- Сыдыков, Усен Сыдыкович (78) — советский партийный и киргизский государственный деятель, первый секретарь Ошского обкома КП Киргизии (1990—1991), и. о. руководителя, руководитель Администрации президента Киргизской Республики (2005—2006)[54].
- Тельнова, Елена Алексеевна (69) — российский организатор здравоохранения, руководитель Росздравнадзора (2010—2013)[55].
- Хадар, Цви (91/92) — израильский юрист, главный военный прокурор Израиля (1968—1973)[56].
- Хилл, Дасти (72) — американский музыкант, автор песен, бас-гитарист группы ZZ Top[57].
- Цахрис, Михаэль (77) — восточногерманский яхтсмен, бронзовый призёр летних Олимпийский игр в Монреале в солинге (1976)[58].
- Чом, Иштван (81) — венгерский шахматист, гроссмейстер (1973)[59].
- Шиссель, Цви (75) — израильский киноактёр[60].
- Эда, Сацуки (80) — японский государственный деятель, министр юстиции Японии (2011)[61].

## 27 июля

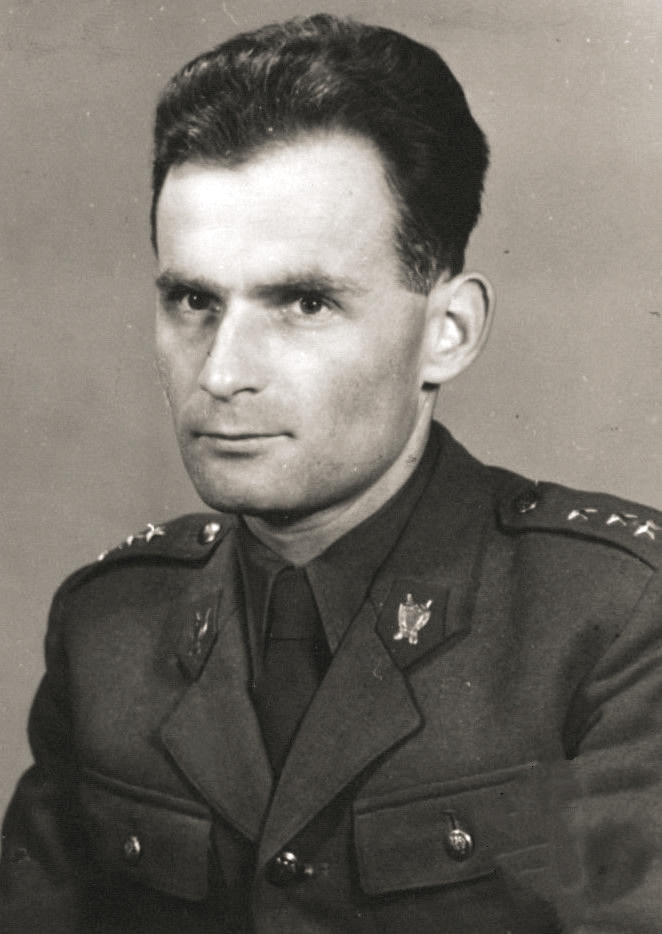
Стефан Михник

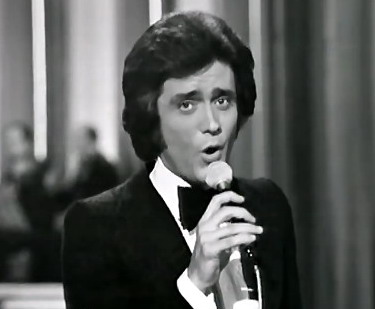
Джанни Надзаро

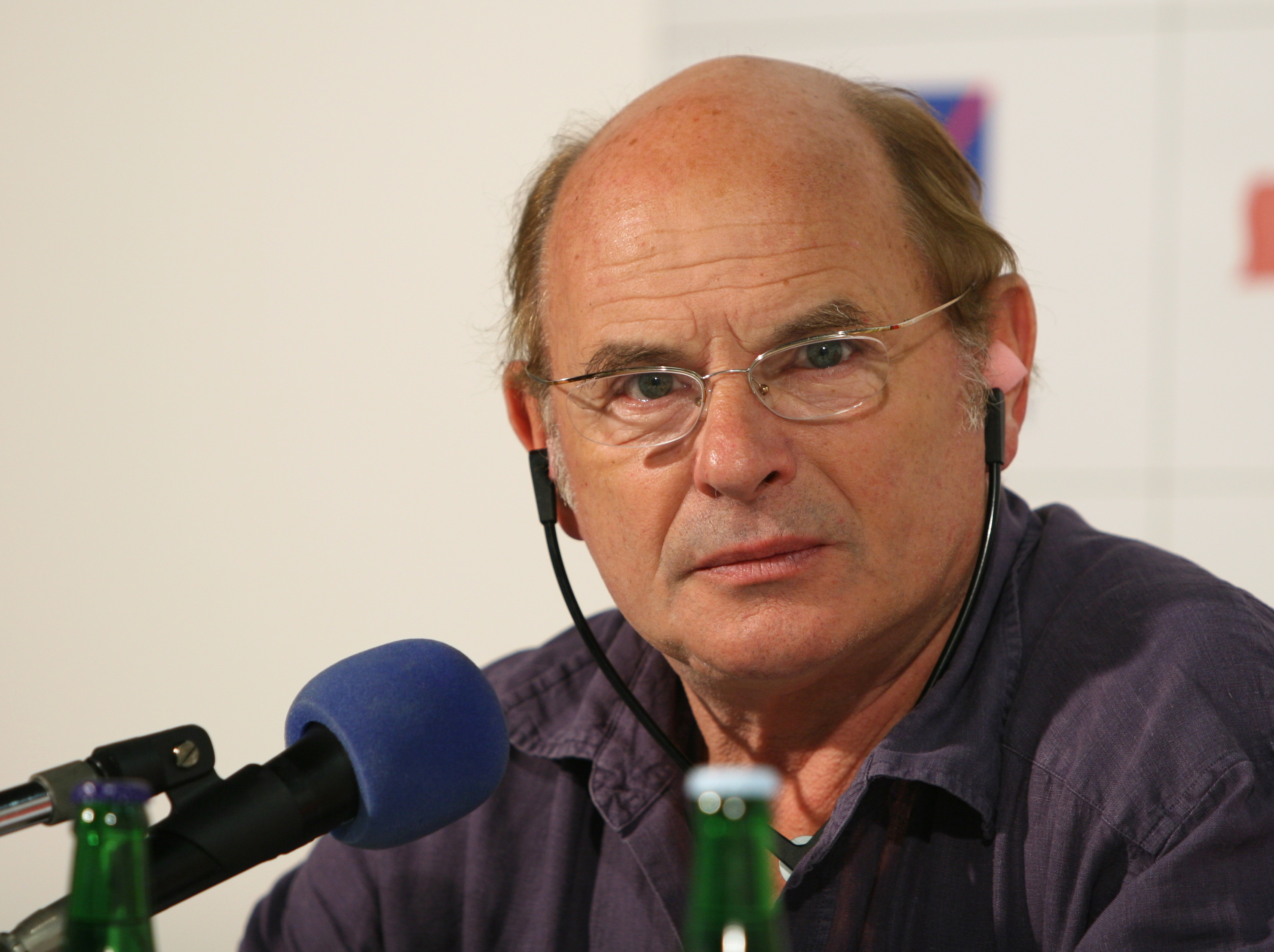
Жан-Франсуа Стевенен

- Асти, Серджо (95) — итальянский дизайнер и архитектор[62].
- Грант, Сагино (85) — американский актёр[63].
- Друммон, Орланду (101) — бразильский актёр[64].
- Емельянов, Борис Михайлович (80) — советский и российский композитор[65].
- Кларк, Лерой (82) — тринидадский поэт и художник[66].
- Косимов, Эркин (69) — советский и таджикский дипломат, посол Таджикистана в Великобритании (2008—2016)[67].
- Милошевич-Джорджевич, Нада (86) — сербский историк литературы, действительный член Сербской академии наук и искусств (2012)[68].
- Михник, Стефан (91) — польский военный судья (1952—1953)[69].
- Надзаро, Джанни (72) — итальянский певец и актёр[70].
- Никифор (Констандину) (72) — иерарх Александрийской православной церкви, митрополит Киншасский (с 2010 года)[71].
- Охеда, Орестес (65) — филиппинский киноактёр[72].
- Парпиев, Нусрат Агзамович (89) — советский и узбекский химик, действительный член Академии наук Узбекистана (1995)[73].
- Планшар, Энрике (84) — венесуэльский математик, ректор Университета имени Симона Боливара (с 2009 года)[74].
- Стевенен, Жан-Франсуа (77) — французский актёр и режиссёр[75].
- Хусаинов, Гайса Батыргареевич (93) — советский и российский литературовед и фольклорист, доктор филологических наук (1970), заслуженный деятель науки Российской Федерации (1993)[76].

## 26 июля

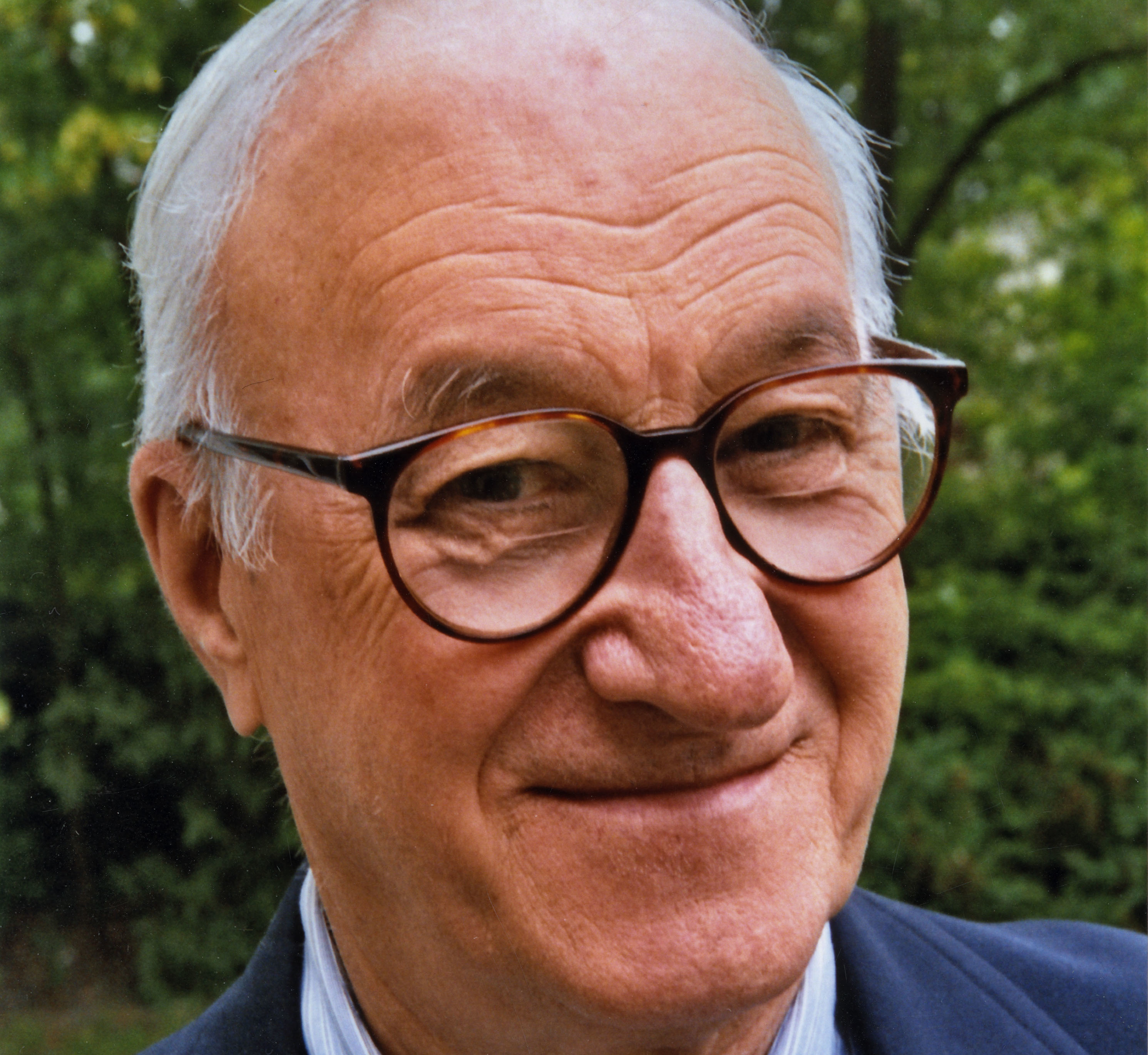
Альберт Бандура

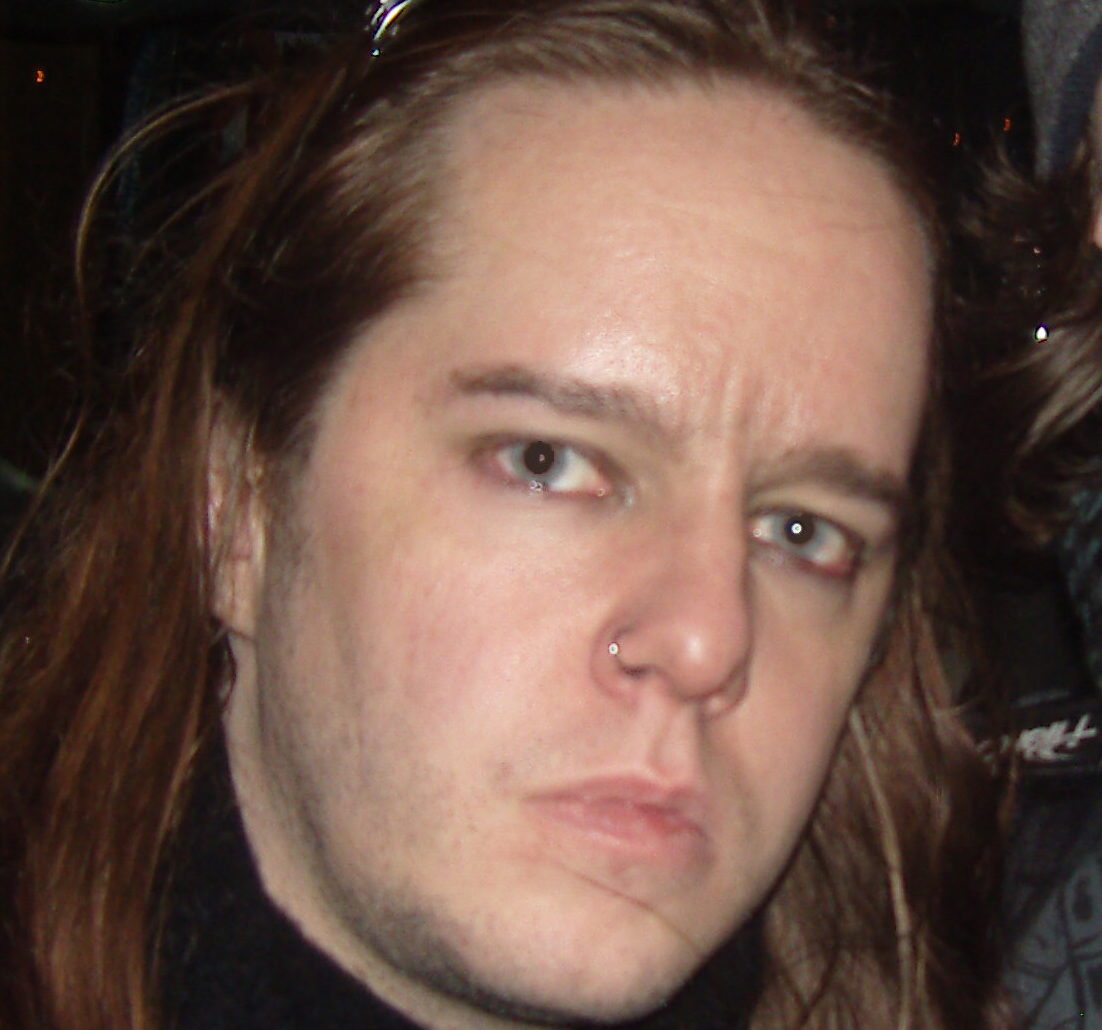
Джои Джордисон

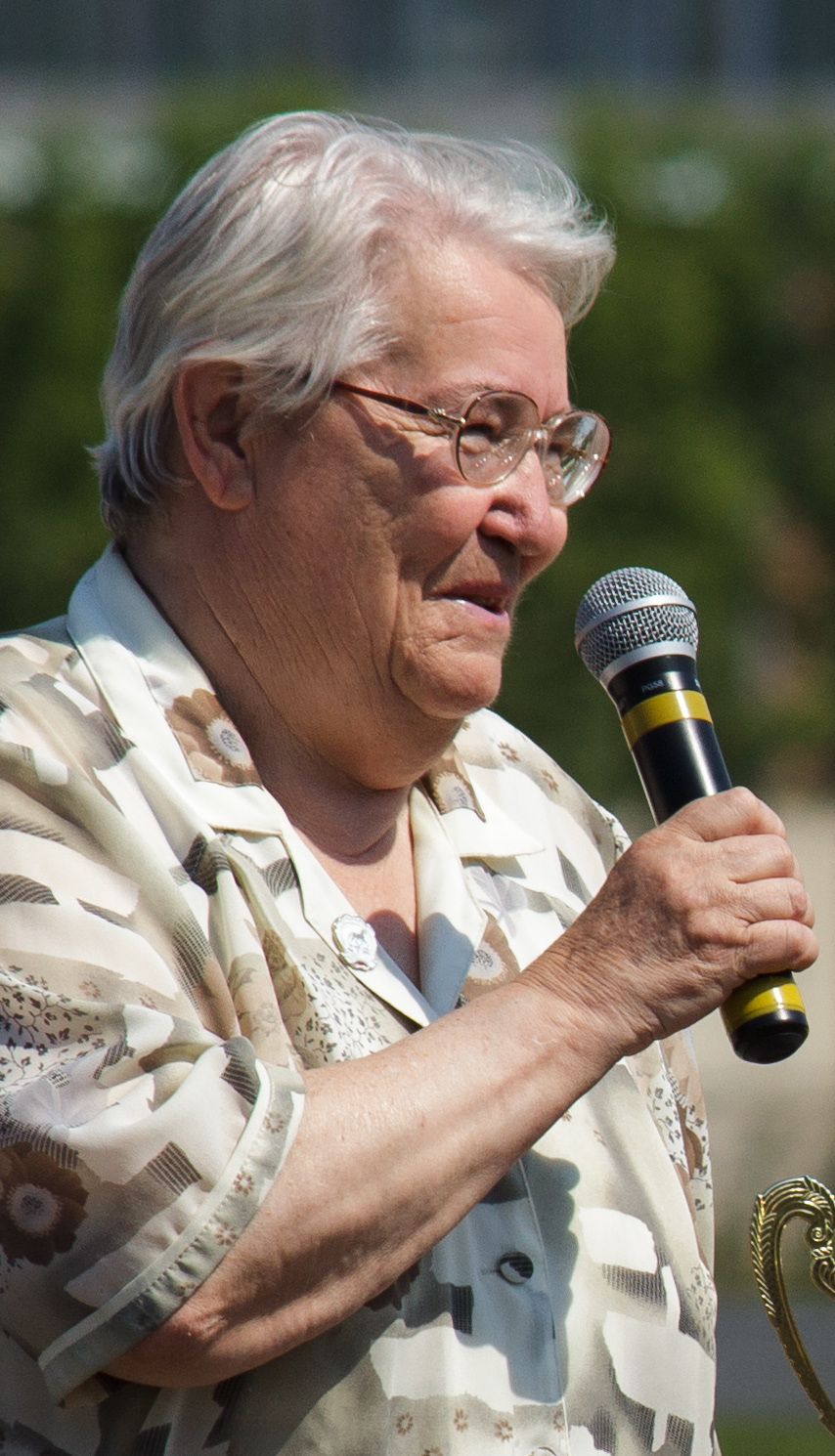
Алла Ползунова

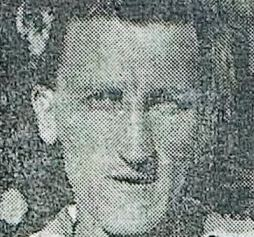
Иван Топлак

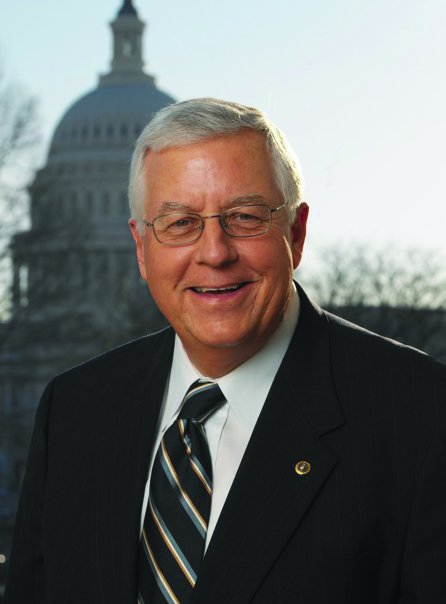
Майк Энзи

- Айелло, Рик (65) — американский актёр[77].
- Анкен, Дэвид фон (56) — американский режиссёр[78].
- Бандура, Альберт (95) — канадский и американский психолог[79].
- Борххардт, Юрген (85) — австрийский археолог[80].
- Герра Серна, Бернардо (90) — колумбийский государственный деятель, президент Сената Колумбии (1982—1983)[81].
- Джордисон, Джои (46) — барабанщик американской ню-метал группы Slipknot (1995—2013)[82].
- Емлин, Эдуард Фёдорович (81) — советский и российский минералог, доктор геолого-минералогических наук (1989), профессор (1991)[83].
- Йённес, Коре (79) — норвежский государственный деятель, министр сельского хозяйства (1997—2000), губернатор провинции Сёр-Трёнделаг (1993—2011)[84].
- Ползунова, Алла Михайловна (84) — советский и российский мастер-наездник и общественный деятель в области рысистого коневодства[85].
- Сепеев, Геннадий Андреевич (89) — советский и российский этнограф[86].
- Топлак, Иван (89) — югославский футболист и тренер[87].
- Тюбёф, Андре (90) — французский писатель, философ и музыкальный критик[88].
- Хоу, Майк (55) — американский певец в стиле хеви-метал группы «Metal Church»[89].
- Энзи, Майк (77) — американский государственный деятель, сенатор-республиканец от штата Вайоминг (1997—2021)[90].

## 25 июля

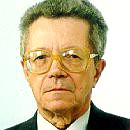
Владимир Боков

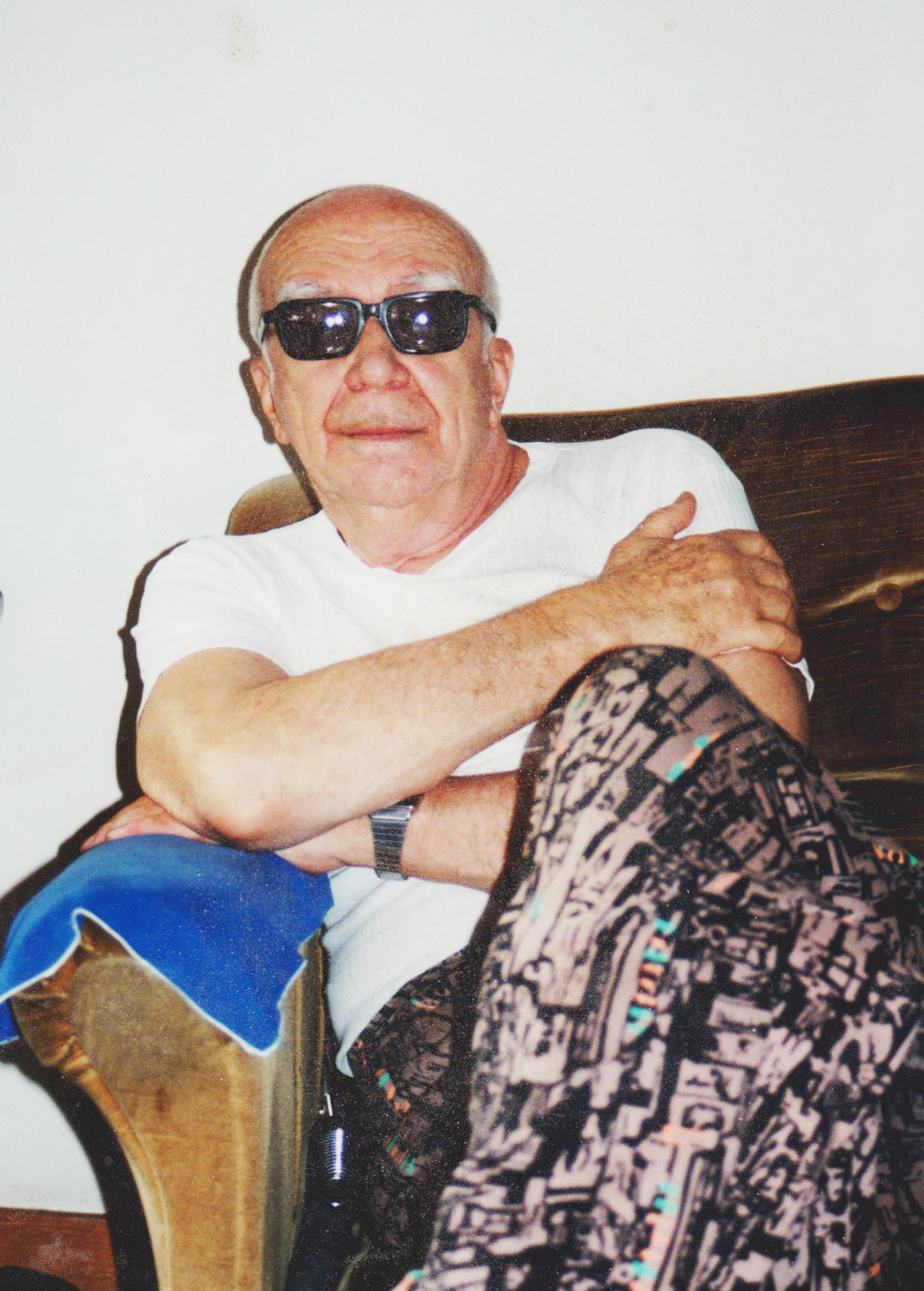
Анри Верн

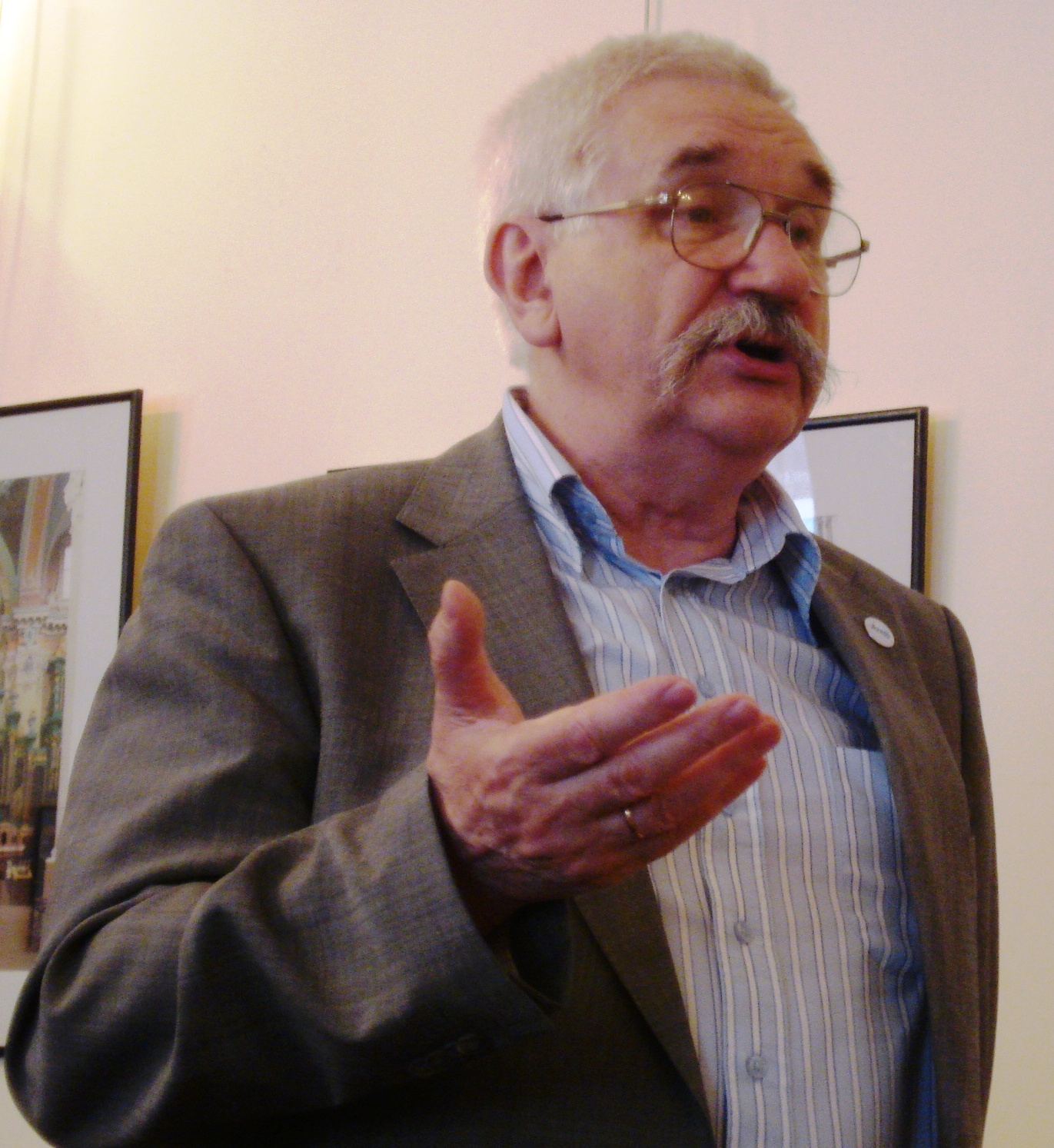
Николай Котрелёв

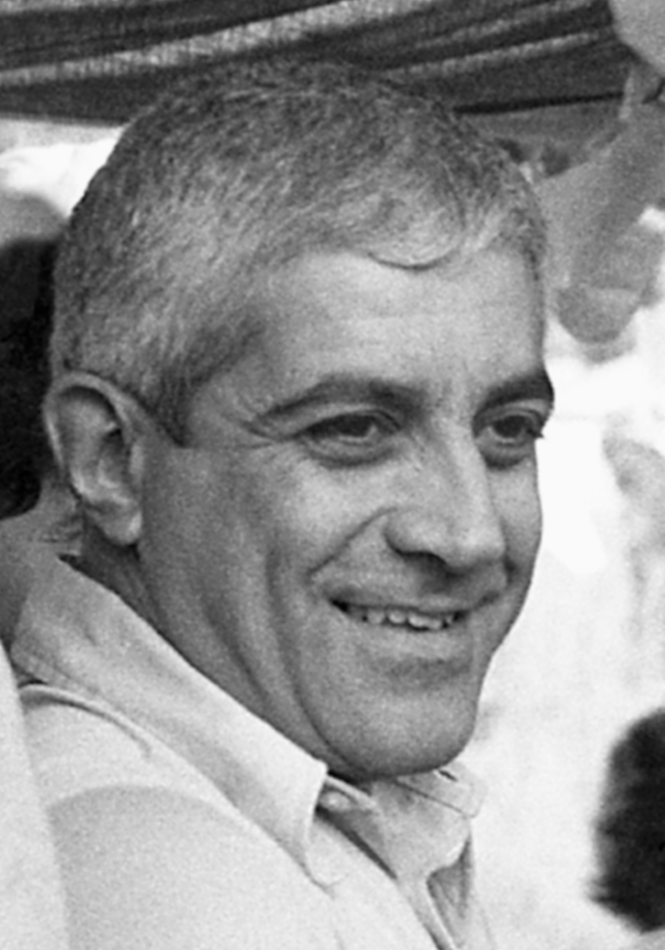
Отелу де Карвалью

- Боков, Владимир Анатольевич (94) — советский партийный и государственный деятель, председатель Новосибирского облисполкома (1983—1991)[91].
- Анри Верн (102) — бельгийский писатель-фантаст[92].
- Дерижанова, Ирина Сергеевна (83) — советский и российский патологоанатом, доктор медицинских наук (1989), профессор РостГМУ[93].
- Котрелёв, Николай Всеволодович (80) — советский и российский филолог, историк русской философии и литературы Серебряного века, поэт, переводчик[94].
- Савченко, Валерий Григорьевич (69) — российский гематолог, директор НМИЦ гематологии Минздрава России (с 2011 года), академик РАМН (2011—2013), академик РАН (2013)[95].
- Сарайва де Карвалью, Отелу (84) — португальский военный деятель[96].
- Сканави, Владимир Маркович (79) — российский пианист, профессор Московской консерватории, заслуженный артист Российской Федерации (1999)[97].
- Согло, Росина Виейра (87) — бенинский политический деятель, Первая леди Бенина (1991—1996)[98].
- Фёдоров, Александр Георгиевич (77) — советский и российский футбольный тренер, заслуженный тренер Российской Федерации[99].

## 24 июля

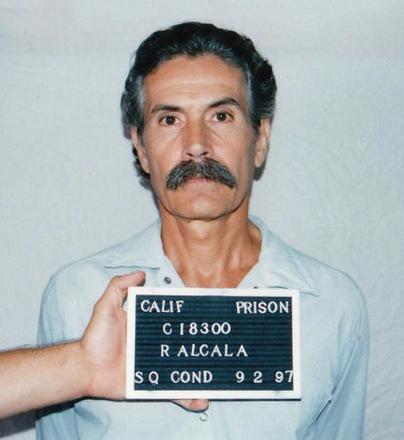
Родни Алькала

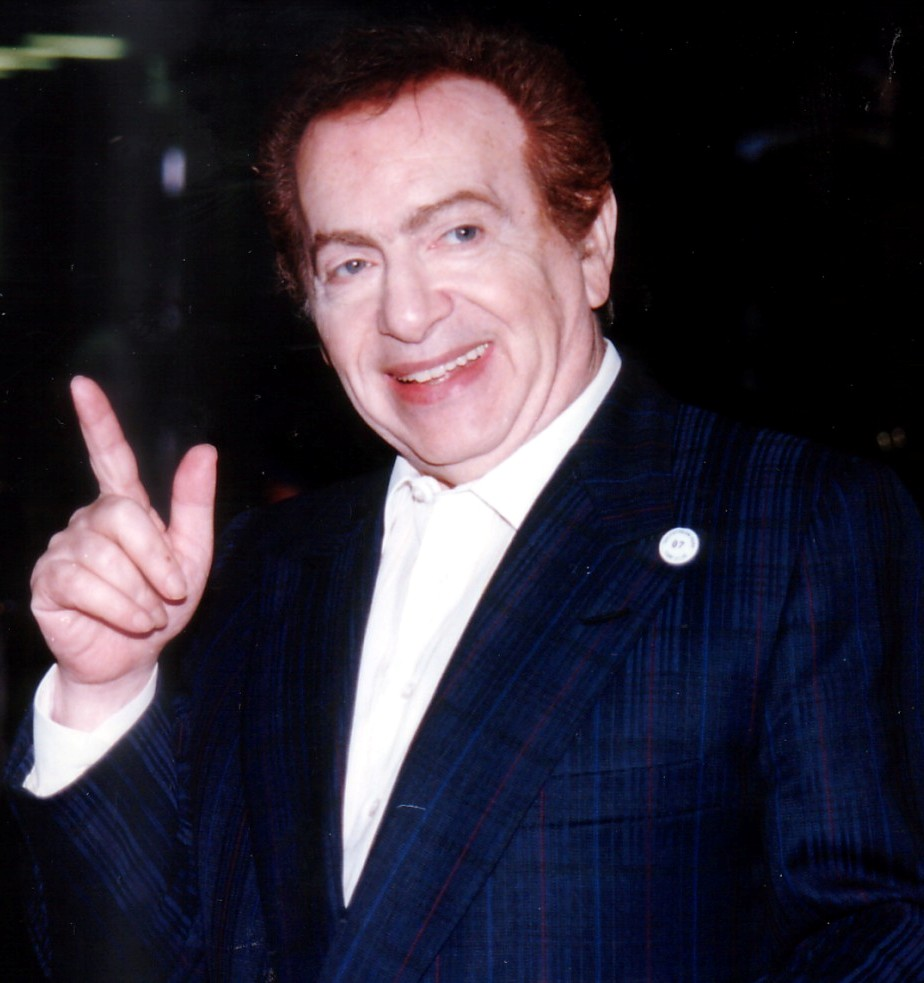
Джеки Мейсон

- Алькала, Родни (77) — американский серийный убийца[100].
- Барулин, Александр Николаевич (76) — советский и российский языковед[101].
- Домони, Сэм (52) — фиджийский регбист и тренер, игравший за сборную Фиджи и тренировавший её[102].
- Желяндинов, Виктор Савельевич (86) — советский и украинский шахматист[103].
- Кёфер, Херберт (100) — немецкий актёр[104].
- Мейсон, Джеки (93) — американский стендап-комик[105].
- Мещеряков, Борис Гурьевич (67) — российский психолог, доктор психологических наук (2001), профессор университета «Дубна»[106].
- Мускатин, Алексей Михайлович (59) — российский музыкальный продюсер[107].
- Наринский, Михаил Матвеевич (79) — советский и российский историк, доктор исторических наук (1985), почётный профессор МГИМО, заслуженный деятель науки Российской Федерации (2004)[108].
- Нитцан, Омри (71) — израильский театральный режиссёр[109].
- Пупков, Евгений Борисович (45) — казахстанский хоккеист, защитник[110].
- Раупп, Марко Антонио (83) — бразильский математик и государственный деятель, министр науки, технологий и инноваций (2012—2014)[111].
- Самедов, Агасамед Гасан оглы (74) — азербайджанский эстрадный исполнитель, народный артист Азербайджана (2011)[112].
- Шапарь, Аркадий Григорьевич (84) — украинский эколог, директор Института проблем природоиспользования и экологии НАН Украины, член-корреспондент НАНУ[113].

## 23 июля

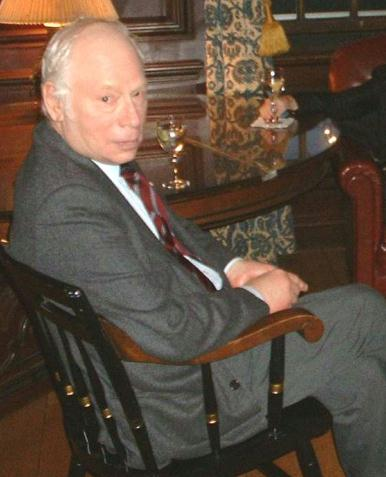
Стивен Вайнберг

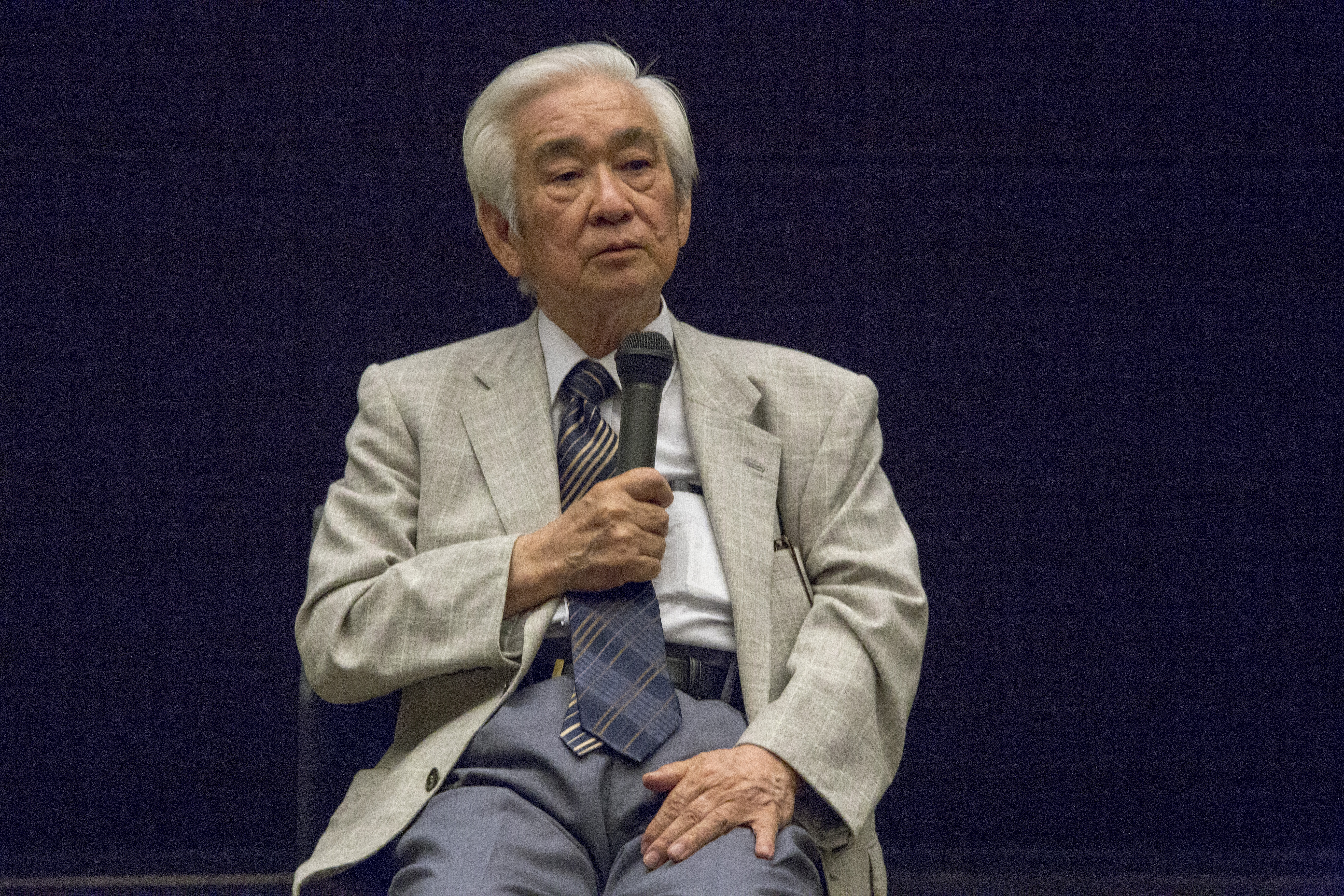
Тосихидэ Маскава

- Байболов, Серекпек Мукашевич (84) — советский и казахстанский деятель науки, ректор Алмаатинского архитектурно-строительного института (1980—1986)[114].
- Вайнберг, Стивен (88) — американский физик-теоретик, член Национальной академии наук США (1972), лауреат Нобелевской премии по физике (1979)[115].
- Виноградова, Софья Александровна (91) — советская артистка балета и педагог, солистка Московского музыкального театра имени К. С. Станиславского и Вл. И. Немировича-Данченко. Заслуженная артистка РСФСР (1969)[116].
- Вирасоро, Мигель Анхель (81) — аргентинский и итальянский физик-теоретик[117].
- Греков, Александр Умарович (66) — российский искусствовед, член-корреспондент РАХ (2011), заслуженный деятель искусств РФ (1999)[118].
- Касьяненко, Анатолий Иванович (78) — украинский дипломат, посол в Грузии (1994—1997), в Узбекистане и (по совместительству) в Таджикистане и Афганистане (2000—2005)[119].
- Маскава, Тосихидэ (81) — японский физик, член Японской академии наук (2010), лауреат Нобелевской премии по физике (2008)[120].
- Романовский, Михаил Владимирович (83) — советский и российский экономист, доктор экономических наук (1981), профессор кафедры финансов СПбГЭУ, заслуженный деятель науки Российской Федерации[121].
- Тайеб, Морис (86) — французский геолог и палеоантрополог[122].
- Юлипулли, Туомо (56) — финский прыгун на лыжах с трамплина, чемпион зимних Олимпийских игр в Калгари (1988)[123].

## 22 июля
- Богдашин, Владимир Иванович (69) — советский и российский военачальник, контр-адмирал[124].
- Мардашова, Татьяна Ивановна (79) — советский и украинский тренер по лёгкой атлетике, заслуженный тренер УССР[125].
- Мефодий (Петров) (60) — священнослужитель Русской православной церкви, архимандрит[126].
- Сергеев, Алексей Георгиевич (81) — советский и российский учёный, доктор технических наук (1981), профессор (1983), ректор ВлГУ (1987—2005), заслуженный деятель науки и техники РСФСР (1989)[127].
- Сукре, Гильермо (87) — венесуэльский поэт[128].
- Чочиев, Борис Елиозович (63) — южноосетинский политический деятель, и. о. премьер-министра Южной Осетии (2008)[129].

## 21 июля

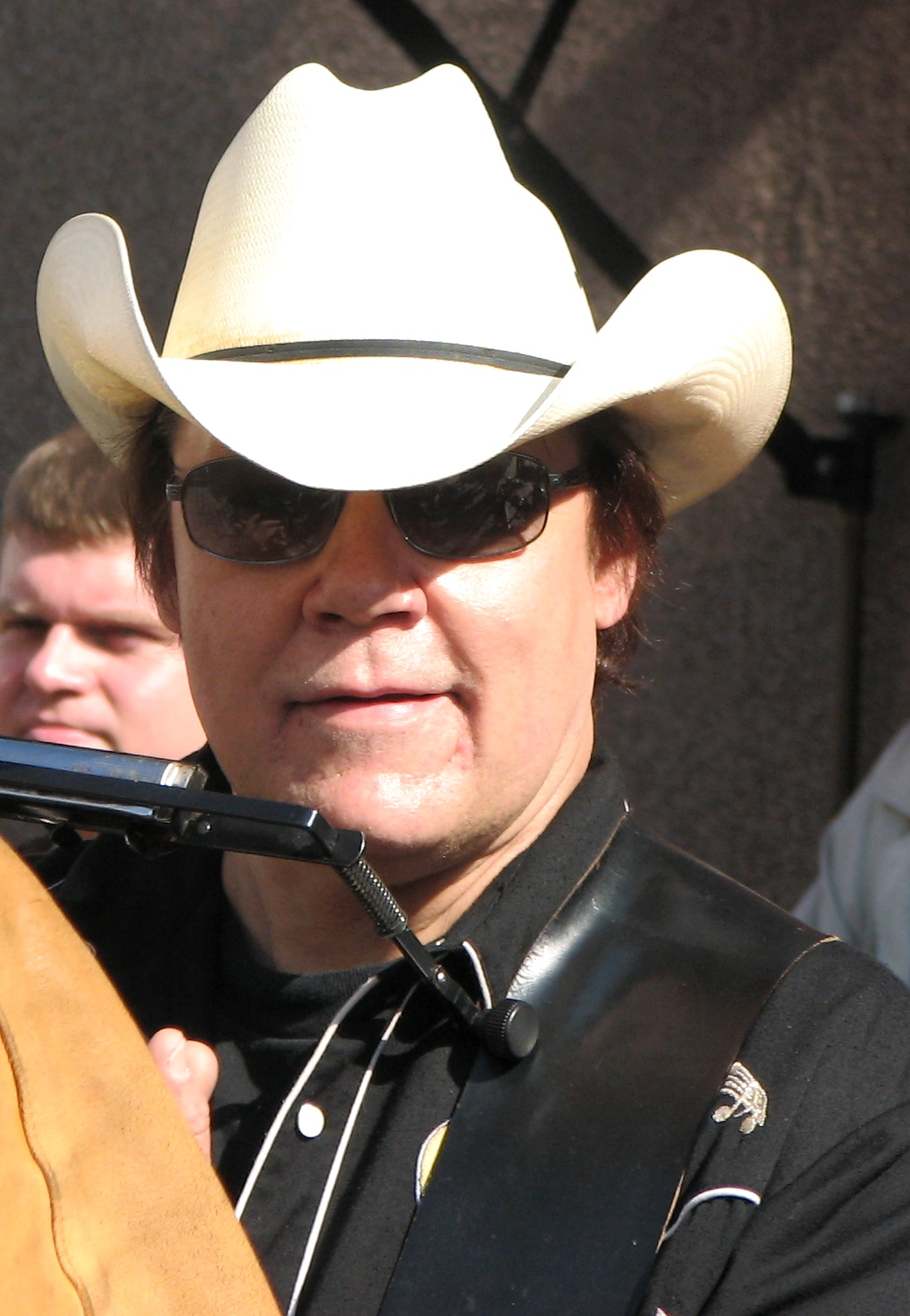
Тыну Ааре

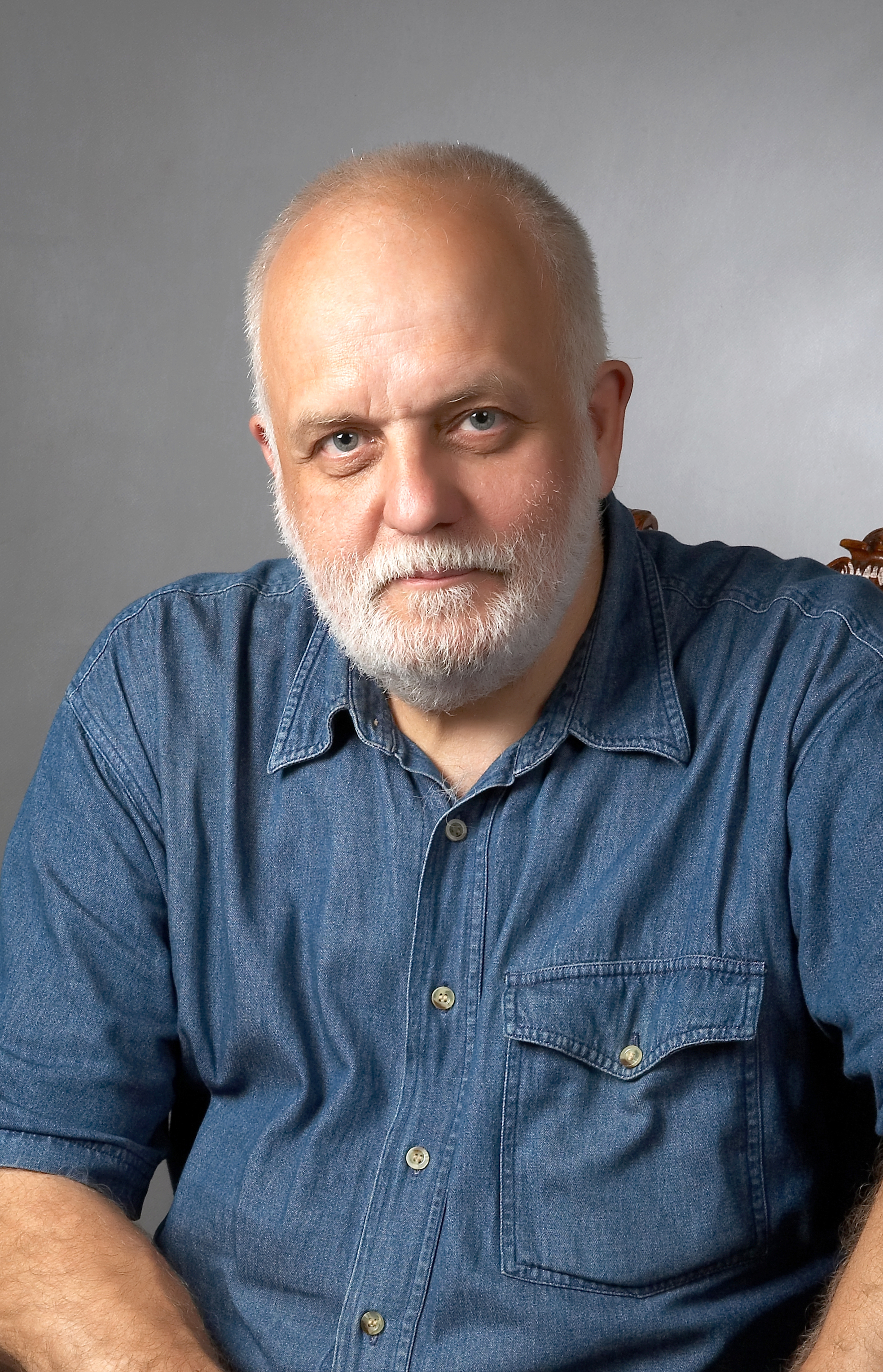
Николай Бесчастнов

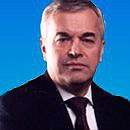
Александр Смирнов

- Ааре, Тыну (67) — советский и эстонский музыкант, композитор и автор песен, участник музыкальной группы «Апельсин»[130].
- Бесчастнов, Николай Петрович (70) — российский искусствовед, директор Института искусств РГУ (с 2013 года)[131].
- Карпенко, Анатолий Николаевич (83) — советский и украинский передовик производства и партийный деятель, Герой Социалистического Труда (1981)[132].
- Коршунов, Геннадий Фёдорович (80) — советский и российский тренер по спортивной гимнастике, заслуженный тренер СССР[133].
- О'Мэлли, Десмонд (82) — ирландский политический деятель, министр промышленности и экономики (1977—1981, 1989—1992), председатель Прогрессивно-демократической партии Ирландии (1985—1993)[134].
- Пилипенко, Виталий Павлович (73) — украинский художник[135].
- Райна, Томас (92) — британский пианист и композитор[136].
- Сивчиков, Владимир Николаевич (63) — белорусский писатель, переводчик, художник, издатель[137].
- Смирнов, Александр Александрович (63) — российский государственный деятель, вице-губернатор Санкт-Петербурга (2000—2003), депутат Государственной думы (2012—2016)[138].
- Ээлмаа, Александр (74) — советский и эстонский актёр театра и кино[139].

## 20 июля

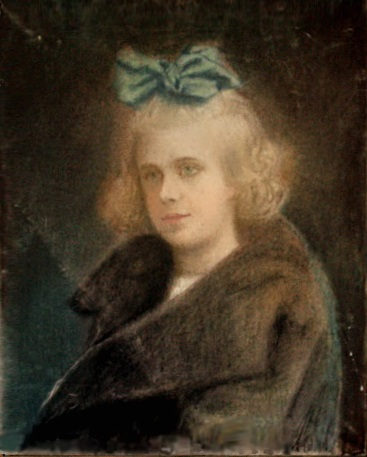
Эльжбета Радзивилл

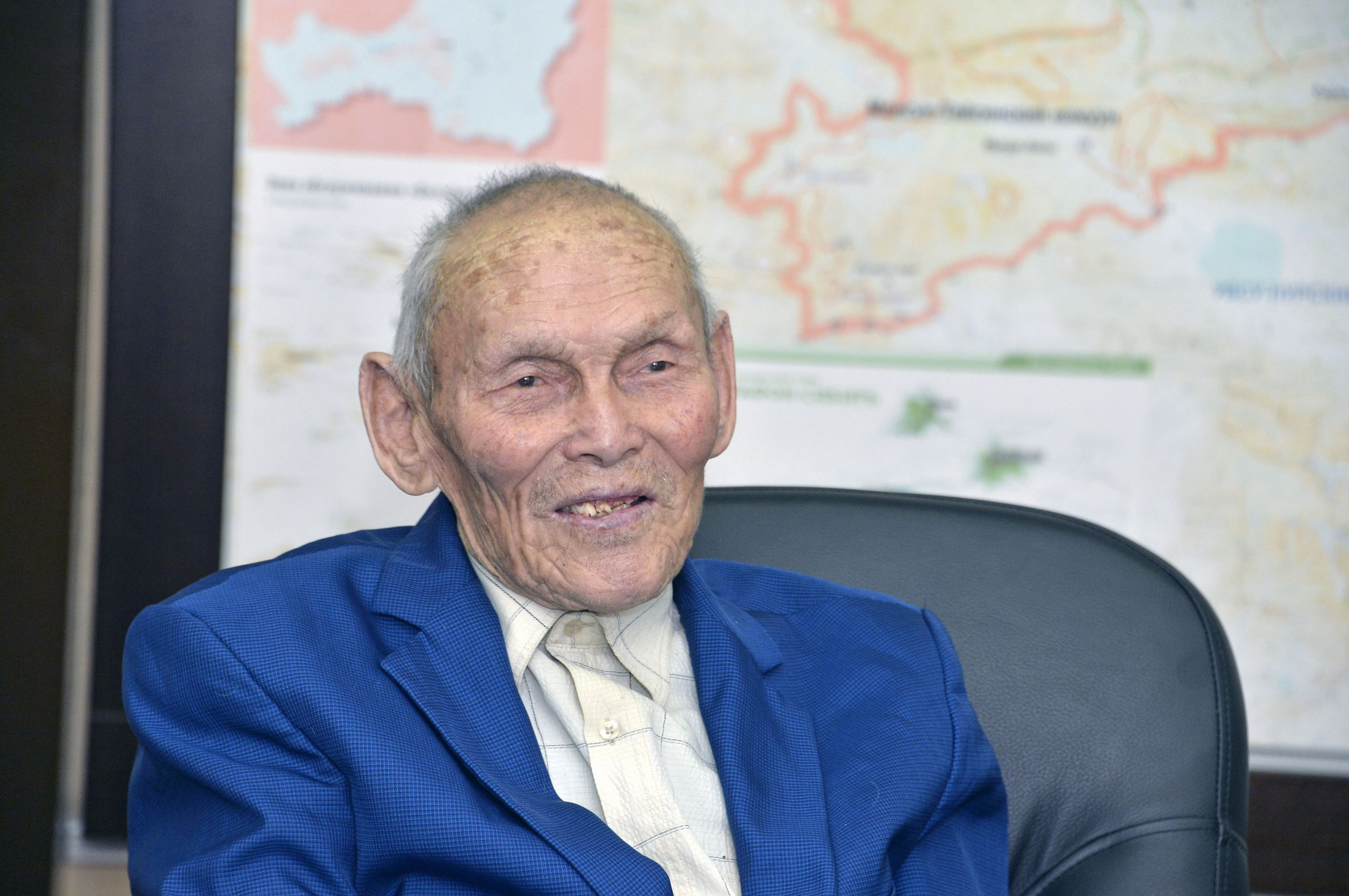
Когел Саая

- Андерсен, Вита (78) — датская поэтесса и публицист[140].
- Арнуль, Франсуаза (90) — французская киноактриса[141].
- Балабанов, Ивайло (75) — болгарский поэт[142].
- Гатто, Бартоломео (82) — итальянский художник и скульптор[143].
- Гинзберг, Инге (99) — австрийско-швейцарская журналистка, писательница и певица[144].
- Делюй, Анри (90) — французский поэт[145].
- Зимонайт-Барум, Герд (90) — немецкий дрессировщик хищных зверей[146].
- Курбониён, Абдусалом Каримович (62) — таджикский государственный деятель, министр финансов Таджикистана (2013—2018)[147].
- Пастухов, Владимир Павлович (69) — советский и российский организатор оборонной промышленности, генеральный директор ПО «Севмаш» (2004—2007). Лауреат Государственной премии Российской Федерации[148].
- Радзивилл, Эльжбета (103) — потомок княжеского рода Радзивиллов[149].
- Саая, Когел Мижитеевич (90) — советский и российский мастер-камнерез, врачеватель, лама[150].
- Сильчук, Геннадий Викторович (72) — советский и российский певец и автор песен, выступавший под псевдонимом Геннадий Жаров[151].
- Тангян, Эдуард (73) — армянский архитектор, заслуженный архитектор Республики Армения[152].
- Хольмквист, Курт-Эрик (73) — шведский дирижёр и пианист[153].

## 19 июля
- Воскопулос, Толис (80) — греческий певец и актёр[154].
- Глухих, Василий Андреевич (92) — советский и российский учёный в области ядерной энергетики, академик РАН (1991; академик АН СССР с 1987)[155].
- Дамдинов, Очир Цыренович (62) — российский борец вольного стиля[156].
- Дель Бельо, Хуан Карлос (70) — директор аргентинского Института статистики и учёта (2002—2003), ректор Национального университета Рио Негро (с 2008 года)[157].
- Захаров, Владимир Николаевич (75) — советский и российский тренер по плаванию, заслуженный тренер РСФСР (1990)[158].
- Клеменс, Курт (95) — немецкий футболист, игравший в сборной Саара (1950—1956)[159].
- Кубанка, Юрай (92) — словацкий хореограф и режиссёр, руководитель Словацкого фольклорного ансамбля[160].
- Лятерман, Игорь Лазаревич (80) — советский и российский авиаконструктор, заслуженный конструктор Российской Федерации (1999)[161].
- Мавропулу, Гелли (88) — греческая актриса[162].
- Мдивани, Андрей Юрьевич (83) — советский и белорусский композитор, народный артист Беларуси (2013)[163].
- Митрофанов, Михаил Васильевич (92) — советский передовик промышленного производства, слесарь-инструментальщик Ульяновского приборостроительного завода, Герой Социалистического Труда (1971)[164].
- Молина Барраса, Артуро Армандо (93) — президент Сальвадора (1972—1977)[165].
- Погорельцев, Владимир Сергеевич (81) — советский передовик сельского хозяйства, Герой Социалистического Труда (1984)[166].
- Сабила, Мохаммед (79) — марокканский писатель и философ[167].
- Тараканов, Константин Васильевич (101) — советский и российский информатик, доктор технических наук (1966), профессор (1968), заслуженный деятель науки Российской Федерации, генерал-майор[168].
- Уорд, Мэри (106) — австралийская киноактриса[169].
- Хантураев, Мурод Махамадусманович (34) — узбекистанский боец смешанных боевых искусств; ДТП[170].
- Щукин, Александр Филиппович (70) — российский бизнесмен[171].

## 18 июля

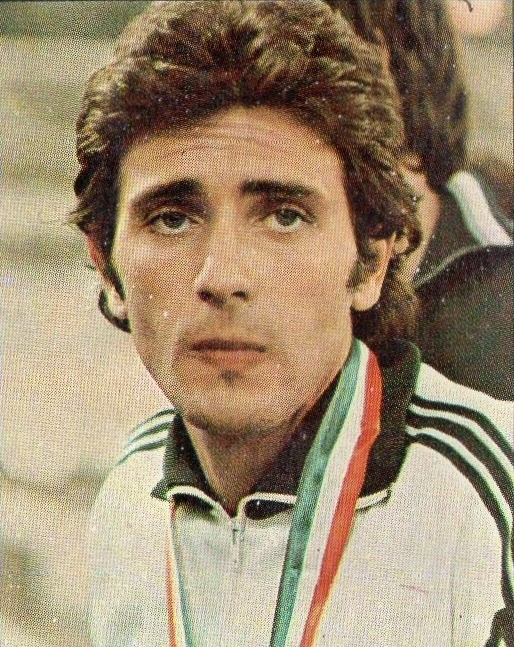
Ненад Стекич

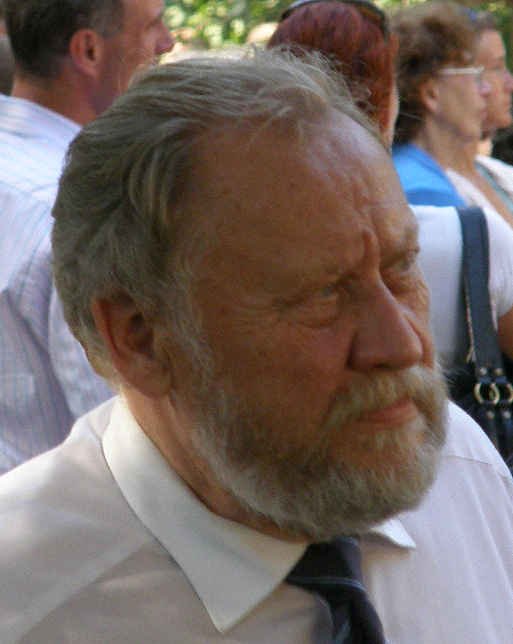
Энн Тарто

- Журавлёв, Валерий Иванович (82) — советский и латвийский шахматист[172].
- Кокарешкова, Мария (87) — болгарская певица и актриса[173].
- Ласица, Милан (81) — словацкий писатель, режиссёр, актёр и певец в области сатиры и юмора[174].
- Самарцев, Виталий Владимирович (81) — советский и российский физик, доктор технических наук (1981), профессор, заслуженный деятель науки Российской Федерации (2001)[175].
- Стекич, Ненад (70) — югославский легкоатлет (прыжки в длину), двукратный серебряный призёр чемпионатов Европы (1974 — в Риме, 1978 — в Праге)[176].
- Тарто, Энн Аугустович (82) — советский диссидент и эстонский политический деятель, депутат Рийгикогу (1992—2003)[177].

## 17 июля
- Арсалиев, Шавади Мадов-Хажиевич (62) — российский учёный, доктор педагогических наук (1999), профессор ЧГПУ[178].
- Бардем, Пилар (82) — испанская актриса, лауреат премии «Гойя» (1995), мать Хавьера Бардема[179].
- Вик, Грэм (67) — британский оперный режиссёр[180].
- Живадинович, Милан (76) — югославский и сербский футболист и футбольный тренер, известен выступлениями за клуб Црвена звезда (1962—1963, 1968—1972)[181].
- Зюмбюлева, Венета (75) — болгарская актриса[182].
- Кламан, Долорес (94) — канадский композитор[183].
- Кузнецов, Сергей Иванович (46) — молдавский футболист[184].
- Мартинес, Вильямс (38) — уругвайский футболист; самоубийство[185].
- Михайлов, Михаил (49) — российский артист оперетты, солист Красноярского музыкального театра, заслуженный артист Российской Федерации (2008)[186].
- Сассар, Жаклин (81) — французская актриса[187].
- Седельников, Вячеслав Петрович (80) — советский и российский геоботаник и эколог, директор ЦСБС СО РАН (2000—2015), член-корреспондент РАН (2008)[188].
- Старовойтов, Александр Владимирович (80) — директор Федерального агентства правительственной связи и информации (1991—1998), генерал армии (1998), Герой Российской Федерации (1999)[189].
- Юсупов, Рысбек (73) — советский передовик сельского хозяйства, Герой Социалистического Труда (1991)[190].

## 16 июля

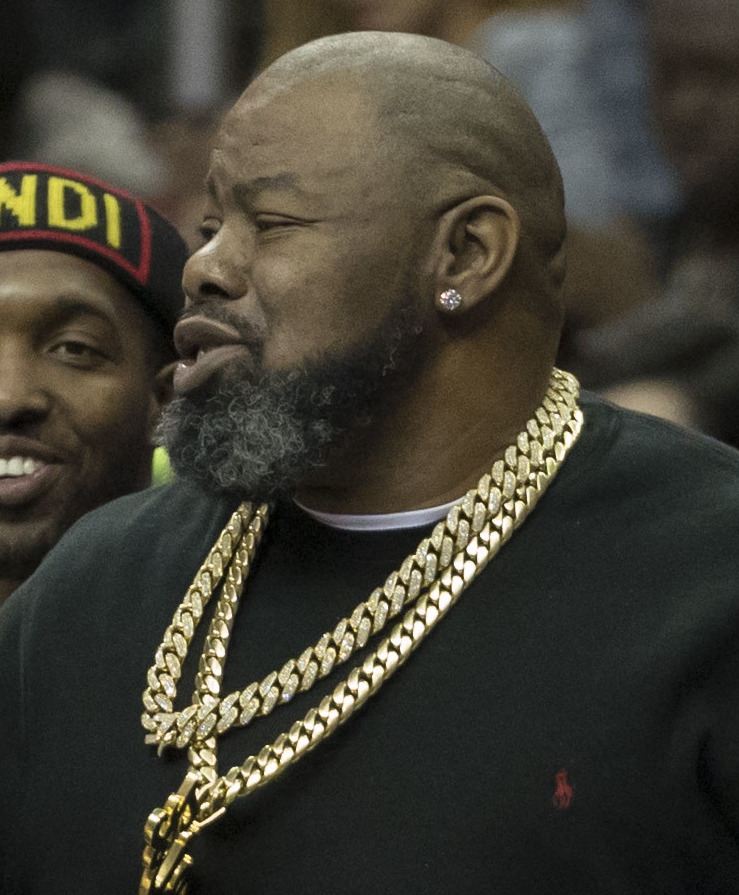
Биз Марки

- Базаркулов, Мукаш Базаркулович (85) — советский киргизский партийный и государственный деятель, министр просвещения (1979—1988), министр образования (1988—1991) Киргизской ССР. Народный учитель Кыргызской Республики (2005)[191].
- Биз Марки (57) — американский рэпер[192].
- Буте, Ив (84) — французский футболист, защитник[193].
- Гаевский, Вадим Моисеевич (92) — советский и российский театровед и балетовед, заслуженный деятель искусств Российской Федерации (1997)[194].
- Гомис, Шарль (80) — ивуарийский дипломат и государственный деятель, министр иностранных дел Кот-д’Ивуара (2000)[195].
- Де Риенцо, Либеро (44) — итальянский актёр и режиссёр[196].
- Зискин, Григорий Давыдович (85) — советский и канадский театральный режиссёр[197].
- Кёрнер, Юрген (82) — немецкий физик, профессор Майнцского университета[198].
- Лобанов, Леонид Николаевич (85/86) — советский военно-морской деятель, контр-адмирал; несчастный случай[199].
- Перес Тремпс, Пабло (64) — испанский юрист, судья Конституционного суда Испании (2004—2013)[200].
- Пудов, Александр Иванович (71) — российский краевед[201].
- Реза Садр, Хамид (65) — иранский кинокритик и теоретик футбола[202].
- Рубинштейн, Леонид Аронович (82) — советский и белорусский изобретатель и писатель[203].
- Сиддикуи, Дэниш (38) — индийский фотожурналист, возглавлявший национальную команду Reuters Multimedia[204].
- Сикри, Сурекха (76) — индийская киноактриса[205].
- Файтуллаев, Исабек Муртазаевич (82) — советский и российский тренер по вольной борьбе, заслуженный тренер СССР[206].
- Филин, Владимир Иванович (69) — российский социолог и политический деятель[207].
- Фору, Роже (94) — французский государственный деятель, министр промышленности и местного планирования Франции (1988—1991)[208].
- Черниченко, Станислав Валентинович (86) — советский и российский правовед и дипломат, доктор юридических наук, профессор, заслуженный деятель науки Российской Федерации[209].

## 15 июля

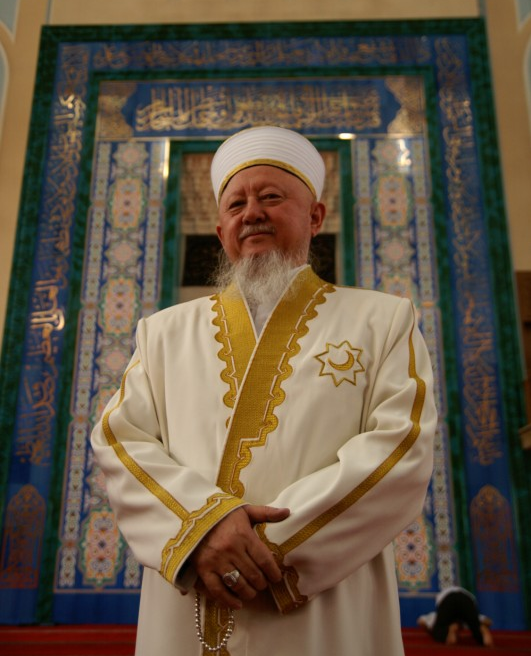
Абсаттар Дербисали

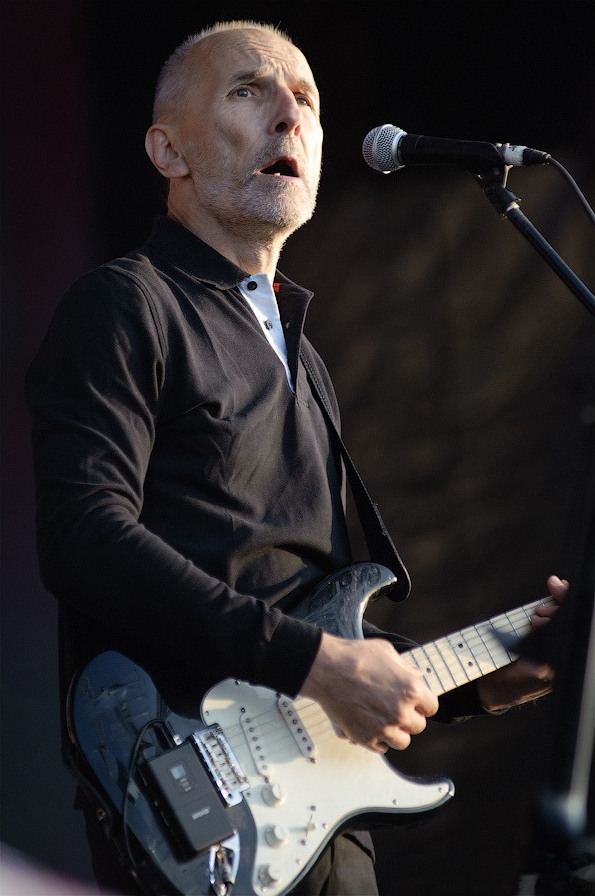
Пётр Мамонов

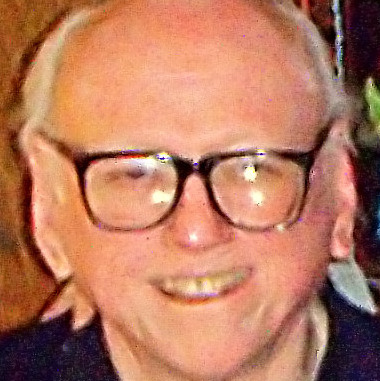
Уильям Ф. Нолан

- Бадуев, Анатолий Иванович (69) — советский и белорусский тренер по лёгкой атлетике, заслуженный тренер СССР (1989)[210].
- Бодров, Юрий Сергеевич (84) — советский и российский театральный актёр, артист Курганского театра драмы, народный артист Российской Федерации (1999)[211]
- Гуссебер-Дюпен, Ив (90) — французский политический деятель, сенатор (1983—1992)[212].
- Де Врис, Петер (64) — нидерландский журналист; убийство[213].
- Дербисали, Абсаттар Багисбаевич (73) — казахстанский религиозный деятель, глава Духовного управления мусульман Казахстана, председатель Совета муфтиев Центральной Азии (2000—2013)[214].
- Десаи, Ибрагим (58) — южноафриканский муфтий[215].
- Зонненшайн, Хьюго (80) — американский экономист, член Национальной академии наук США (1990)[216].
- Кайрюкштис, Леонардас Антано (92) — советский и литовский лесовод, действительный (1972—2011) и почётный (с 2011) член АН Литовской ССР / АН Литвы[217].
- Крылов, Альберт Александрович (86) — советский и российский психолог, доктор психологических наук (1972), почётный профессор СПбГУ (2005), заслуженный деятель науки Российской Федерации (1996)[218].
- Мамонов, Пётр Николаевич (70) — советский и российский рок-музыкант, актёр, поэт[219].
- Мёрфи, Деннис (94) — американский спортивный деятель, основатель Американской баскетбольной ассоциации и Международной ассоциации хоккея[220].
- Микерин, Евгений Ильич (93) — советский и российский учёный и организатор атомной промышленности, лауреат Ленинской премии и Государственной премии СССР[221].
- Нафа, Мохаммед (82) — израильский арабский политический деятель, депутат Кнессета (1990—1992)[222].
- Нолан, Уильям Ф. (93) — американский писатель-фантаст[223].
- Пашка, Ярослав (67) — словацкий политический деятель, министр образования Словакии (1993—1994), депутат Парламента Словакии (1994—2002, 2006—2009, 2016—2020) и Европарламента (2009—2014)[224].
- Рахматуллин, Салават Ибрагимович (79) — советский и российский татарский поэт[225].
- Ричардсон, Глория (99) — американская правозащитница, основательница и глава Кембриджского движения в защиту прав чернокожих[226].
- Сарабхай, Джира (98) — индийский архитектор, соосновательница Национального института дизайна[227].
- Соегихарто (66) — индонезийский политический деятель, министр по вопросам развития государственных предприятий (2004—2007)[228].
- Тиде, Йорн (80) — немецкий учёный в области морской геологии, иностранный член РАН (2003)[229].
- Чудаков, Олег Порфирьевич (80) — советский и белорусский челюстно-лицевой хирург, заслуженный деятель науки Республики Беларусь[230].

## 14 июля

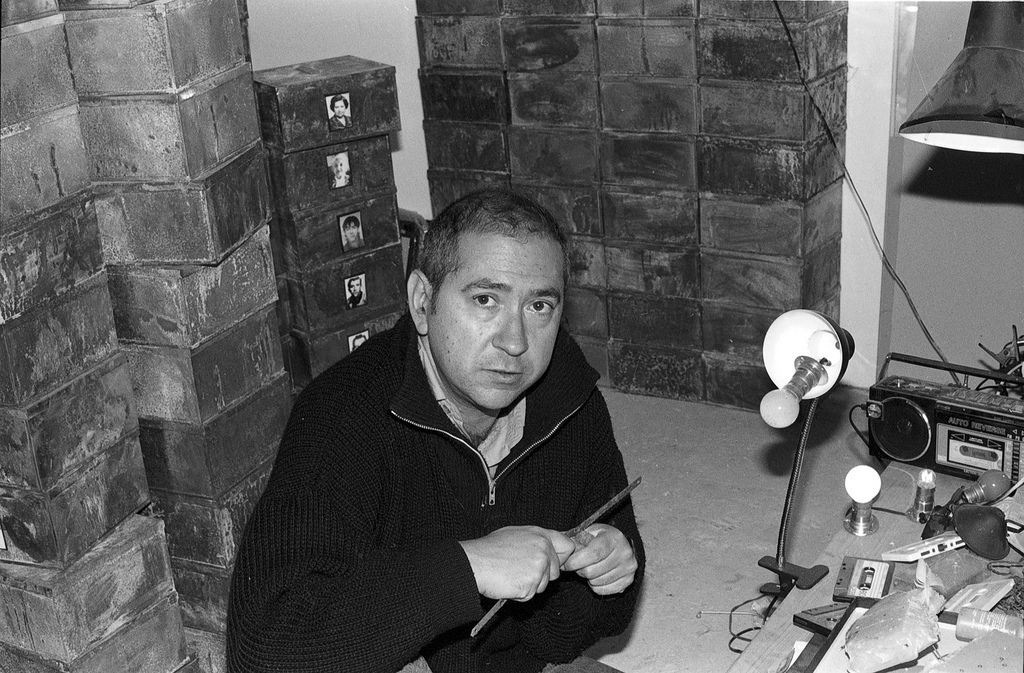
Кристиан Болтанский

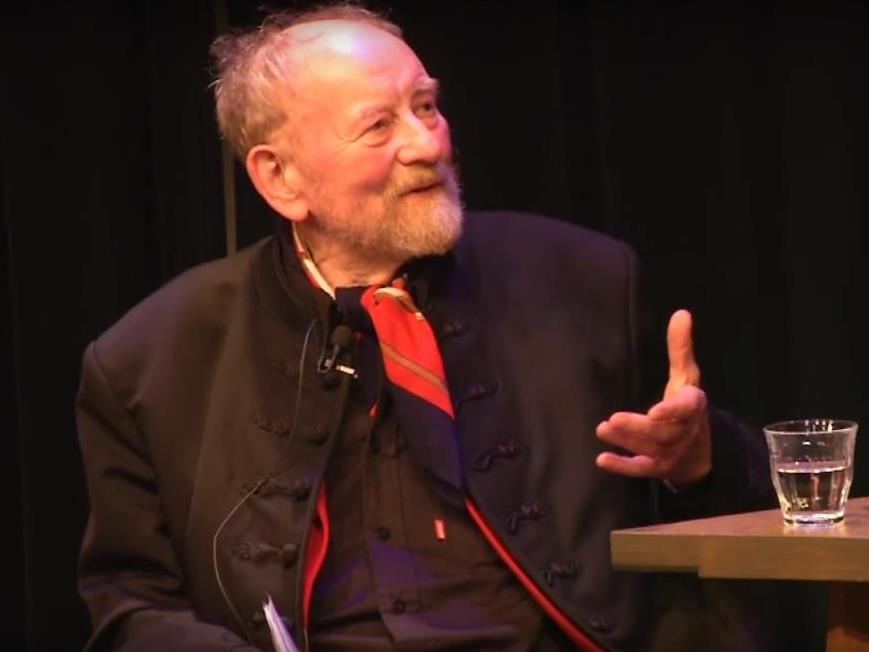
Курт Вестергор

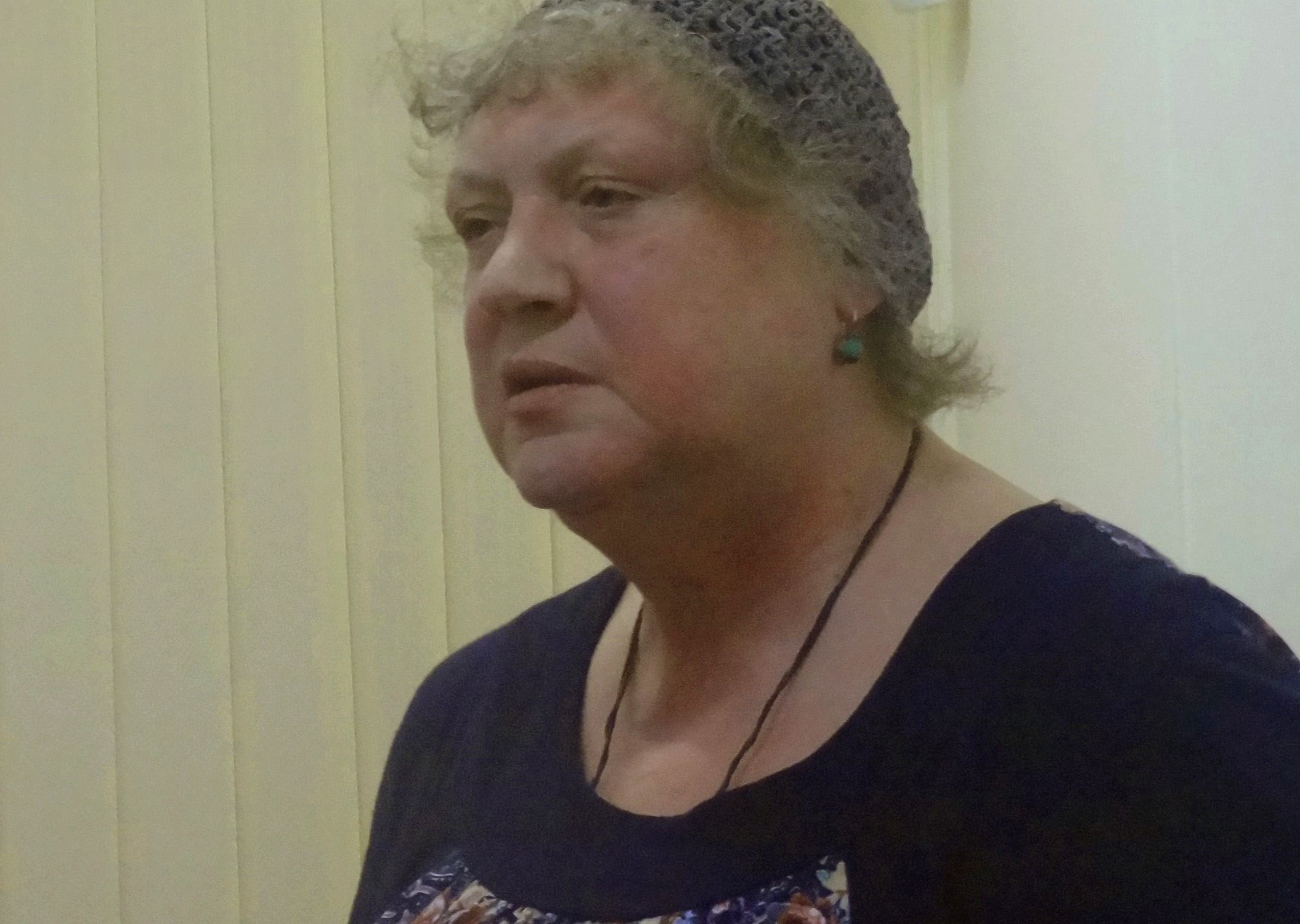
Людмила Вязмитнова

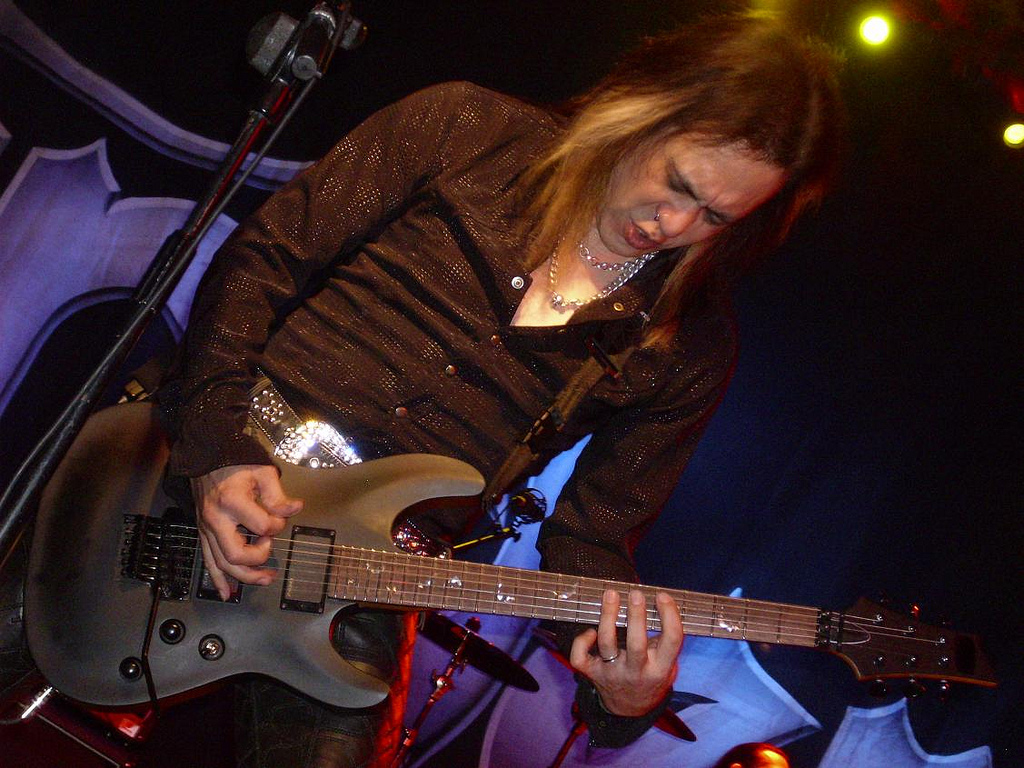
Джефф ЛаБар

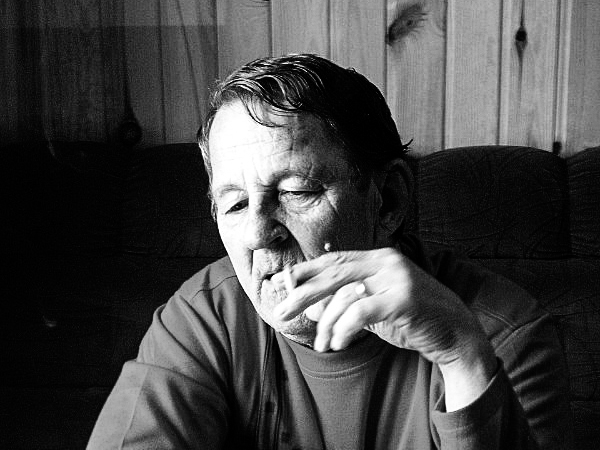
Евгений Линьков

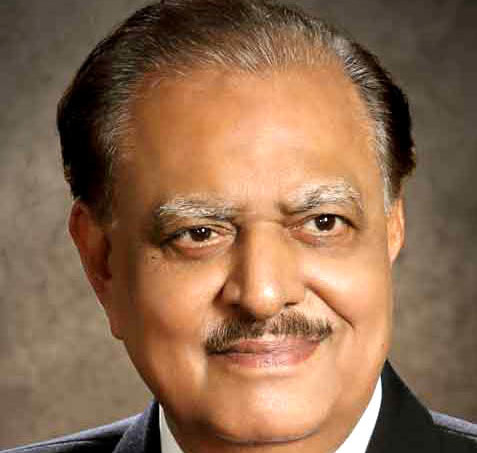
Мамнун Хусейн

- Абул-Касымова, Ханжара Насыровна (87) — советский и узбекский киновед[источник не указан 1488 дней].
- Болтанский, Кристиан (76) — французский художник, фотограф, скульптор и кинорежиссёр[231].
- Васильков, Валерий Олегович (62) — российский авиаконструктор[232].
- Вестергор, Курт (86) — датский художник-карикатурист[233].
- Вязмитинова, Людмила Геннадьевна (70) — российский поэт, литературный критик[234].
- Гершони, Екутиэль (78) — израильский историк и паралимпийский легкоатлет (бег), серебряный призёр летних Паралимпийских игр 1980 года[235].
- Гёкова, Стайка[болг.] (90) — болгарская певица[236].
- Дзялошинский, Игорь Ехиельевич (90) — советский и американский физик-теоретик, член-корреспондент РАН (1991; член-корреспондент АН СССР с 1974)[237].
- Карпов, Юрий Александрович (84) — советский и российский химик-технолог, академик РАН (2016)[238].
- ЛаБар, Джефф (58) — американский гитарист рок-группы «Cinderella»[239].
- Лапидес, Джулиан (89) — американский политический деятель, сенатор штата Мэриленд (1967—1995)[240].
- Линьков, Евгений Семёнович (83) — российский философ[241].
- Метельский, Юрий Николаевич (65) — российский художник[242].
- Нджавера, Дэвид (52) — намибийский киноактёр[243].
- Пигарёв, Иван Николаевич (80) — советский и российский физиолог, доктор биологических наук, праправнук Фёдора Тютчева; несчастный случай[244].
- Рубин, Марк Абрамович (73) — советский и российский футбольный тренер, заслуженный тренер России[245].
- Сафаров, Владимир Ашотович (82) — советский и узбекистанский спортивный журналист и историк футбола[246].
- Судьин, Владимир Николаевич (82) — советский и украинский театральный режиссёр, заслуженный деятель искусств Украины (1993)[247].
- Хусейн, Мамнун (80) — президент Пакистана (2013—2018)[248].

## 13 июля

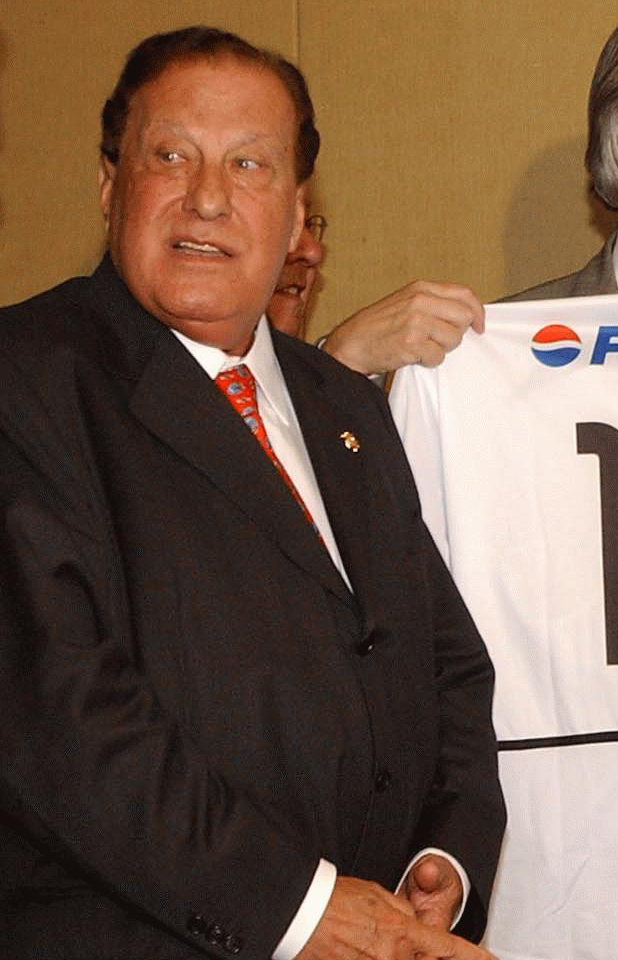
Алберту Дуалиб

Ирина Руберт

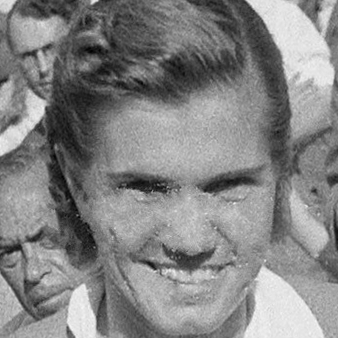
Ширли Фрай

- Дуалиб, Алберту (101) — бразильский спортивный функционер, президент спортивного клуба «Коринтианс» (1993—2007)[249].
- Немцева, Нина Борисовна (94) — советский и узбекистанский археолог[250].
- Привалов, Евгений Анатольевич (45) — украинский оперный певец, солист «Донбасс-оперы», заслуженный артист Украины (2009)[251].
- Руберт, Ирина Борисовна (60) — российский языковед, доктор филологических наук (1996), профессор[252].
- Слободской, Михаил Иванович (73) — советский и российский деятель науки, ректор Томского государственного архитектурно-строительного университета (2005—2012)[253].
- Стефанович, Александр Борисович (76) — советский и российский кинорежиссёр, писатель, сценарист, актёр, заслуженный деятель искусств Российской Федерации (2003)[254].
- Фрай, Ширли (94) — американская теннисистка, победительница ряда турниров серии Большого шлема[255].
- Шелепов, Виктор Григорьевич (65) — российский учёный в области ветеринарии и северного оленеводства, член-корреспондент РАСХН (1996—2014), член-корреспондент РАН (2014)[256].

## 12 июля

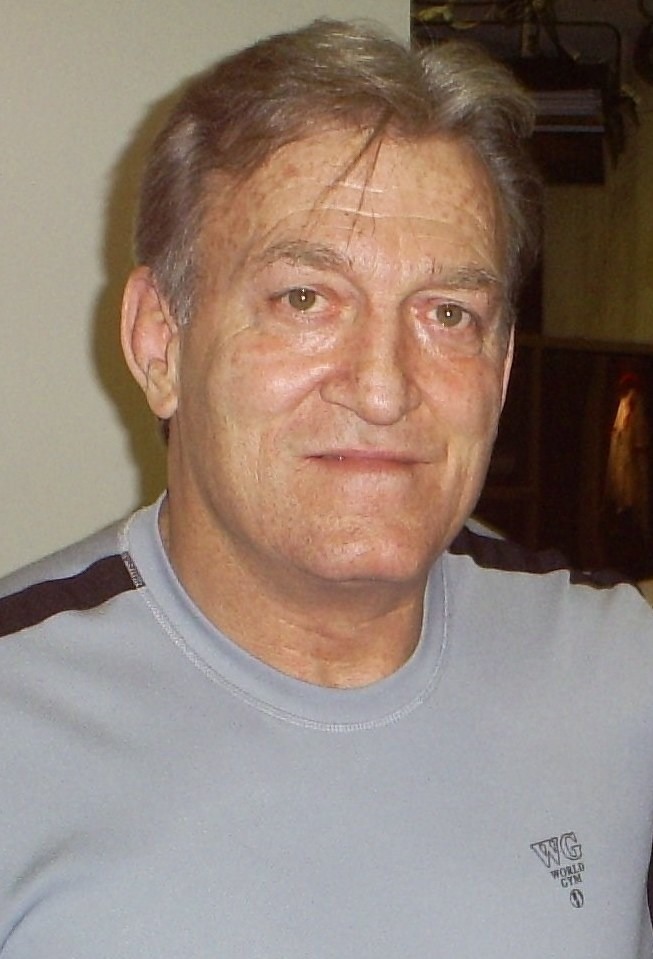
Пол Орндорфф

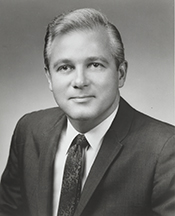
Эдвин Эдвардс

- Абдулкайсов, Шерали (70) — таджикский актёр театра и кино, народный артист Таджикистана (2007)[257].
- Адорно, Луиза (99) — итальянская писательница[258].
- Бабаев, Акмал Максумович (83) — советский таджикский государственный деятель, Председатель Госагропрома Таджикской ССР (1989—1991)[259].
- Бейтс, Мик (73) — английский футболист[260].
- Бородзей, Влодзимеж (64) — польский историк[261].
- Василий Мар Фома Павел II (74) — индийский иерарх Маланкарской православной церкви, католикос Востока — митрополит Маланкарский (с 2010 года)[262].
- Нгубане, Бен (79) — южноафриканский политик[263].
- Орндорфф, Пол (71) — американский рестлер[264].
- Потмешил, Ладислав (75) — чешский актёр[265].
- Сарро, Марион (82) — французская актриса и режиссёр[266].
- Уилсон, Джонс (79) — испанский футболист, полузащитник[267].
- Флеша ди Лима, Паулу Тарсу (88) — бразильский дипломат, посол Бразилии в США, Великобритании и Италии[268].
- Хазенкопф, Эрих (86) — австрийский футболист, защитник[269].
- Шакиби, Махмуд (94) — иранский футболист, защитник[270].
- Шегвич, Ненад (85) — хорватский драматург, директор Хорватского театра драмы (1976—1986)[271].
- Эдвардс, Эдвин (93) — американский государственный деятель, губернатор Луизианы (1972—1980, 1984—1988, 1992—1996)[272].

## 11 июля

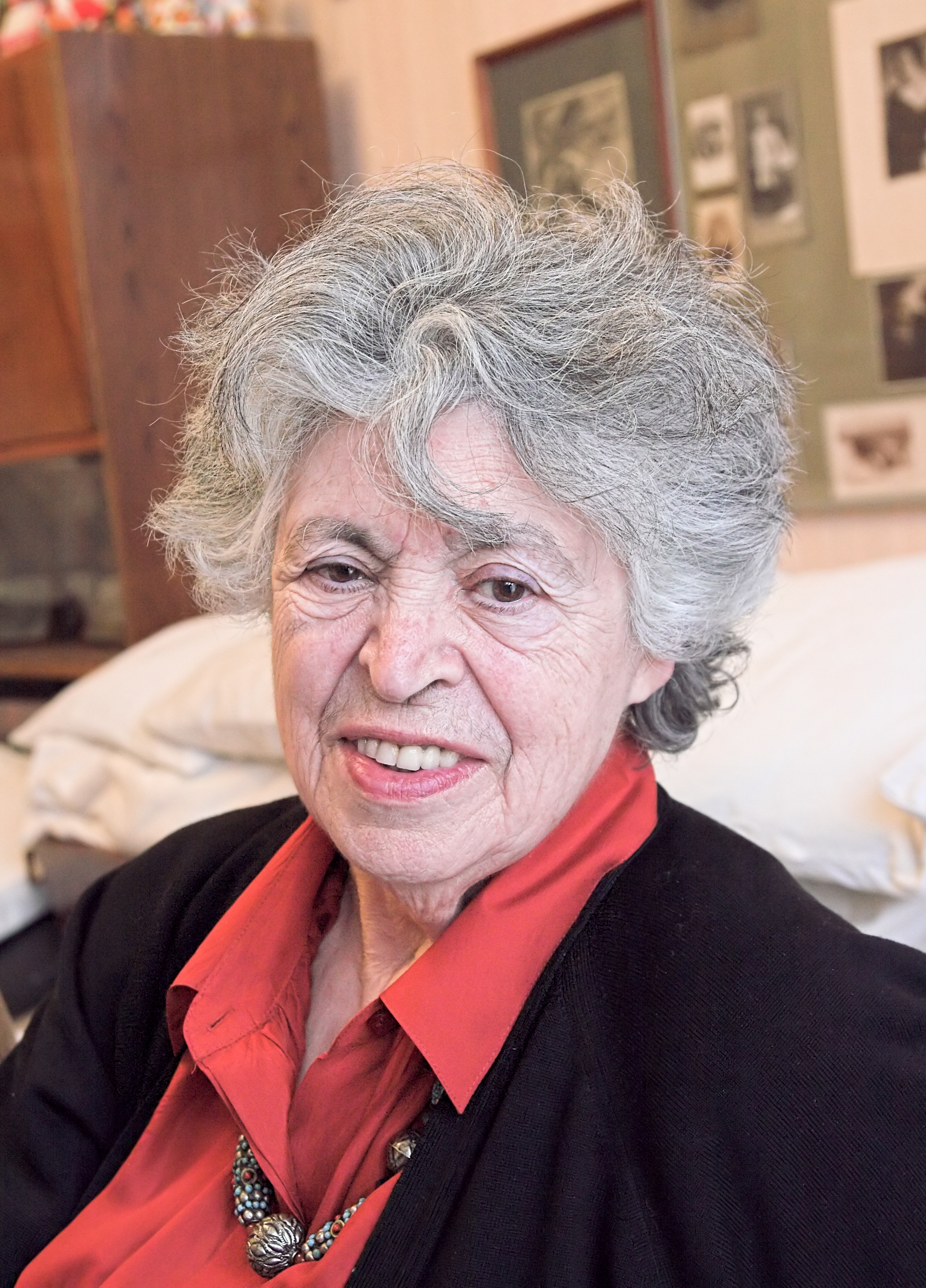
Нина Демурова

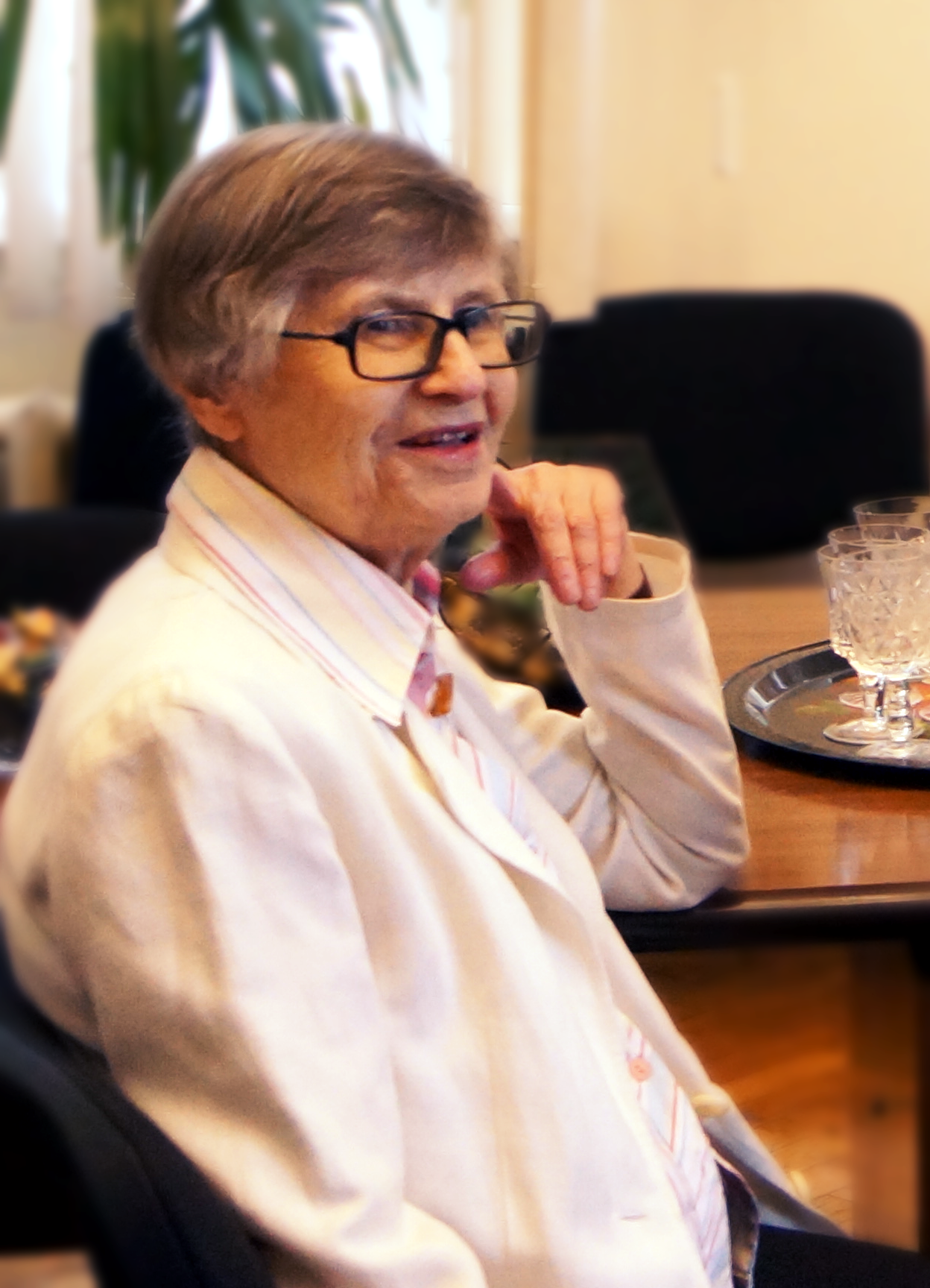
Галина Клевезаль

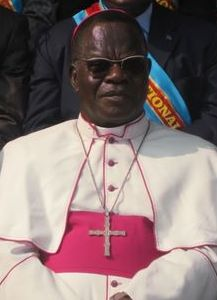
Лоран, Монгсенгво Пасиня

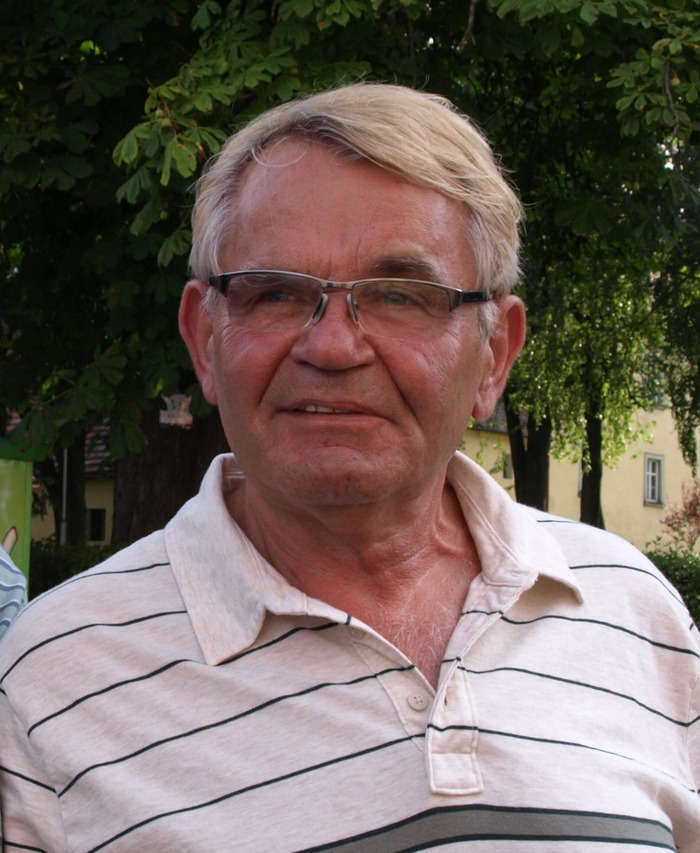
Ежи Янечек

- Вепринцев, Игорь Петрович (90) — советский и российский звукорежиссёр[273].
- Гайдис, Повилас (84) — литовский режиссёр и актёр, художественный руководитель Клайпедского драматического театра (2001—2016), народный артист Литовской ССР (1987)[274].
- Галлахер, Чарльз (80) — шотландский и ирландский футболист[275].
- Демурова, Нина Михайловна (90) — советский и российский литературовед, переводчик[276].
- Каваццути, Филиппо (76) — итальянский экономист и политический деятель, член Сената Италии (1983—1996)[277].
- Клевезаль, Галина Александровна (82) — советский и российский биолог, доктор биологических наук, сотрудник ИБР РАН (с 1967 года)[278].
- Кофман, Мария-Жанна Иосифовна (101) — советский криптозоолог[279].
- Кошелохов, Борис Николаевич (79) — советский и российский художник-авангардист[280].
- Куса, Жорди (60) — испанский каталонский писатель[281].
- Монсенгво Пасиня, Лоран (81) — конголезский кардинал, архиепископ Киншасы (2007—2018)[282].
- Нерантзис, Анастасиос (76) — греческий юрист и государственный деятель, председатель парламента Греции (2007—2009)[283].
- Сайфутдинов, Данил Вазетдинович (51) — российский самбист[284].
- Симоно, Рене (109) — французская актриса и певица, мать Катрин Денёв и Франсуазы Дорлеак[285].
- Целков, Олег Николаевич (86) — советский и французский художник[286].
- Чамба, Джордж (55) — румынский дипломат, посол Румынии в Греции и Турции, представитель Румынии в Евросоюзе[287].
- Янечек, Ежи (77) — польский актёр театра, кино, радио и телевидения[288].

## 10 июля

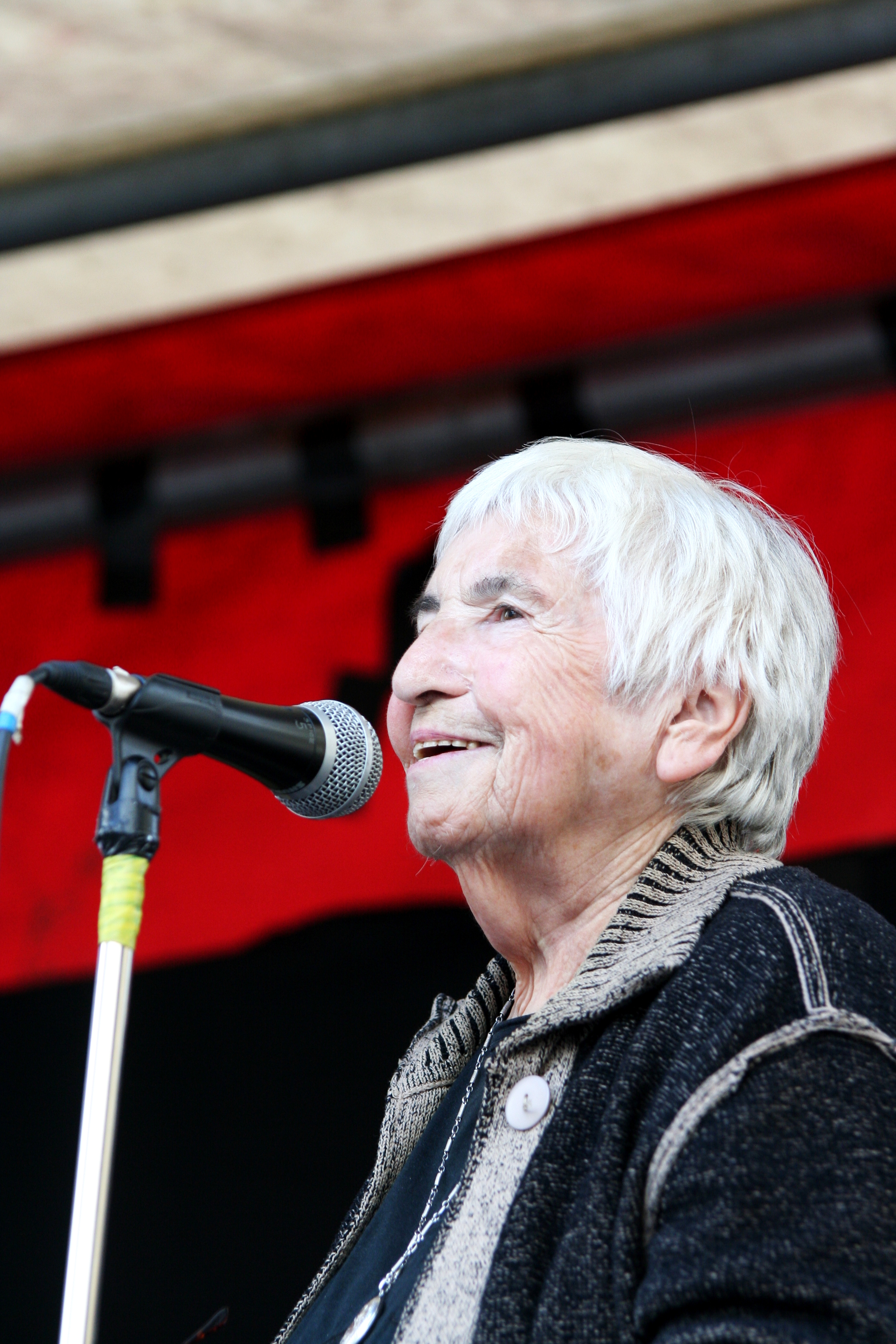
Эстер Бежарано

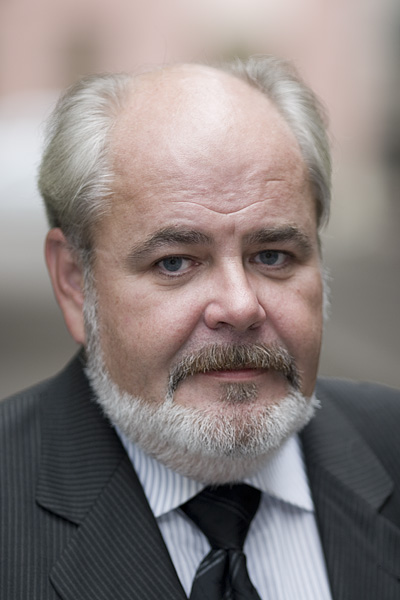
Константин Рудаков

- Бежарано, Эстер (96) — немецкая певица и музыкант, политическая и гражданская активистка[289].
- Берлин, Байрон (77) — американский скрипач в стиле блюграсс[290].
- Векшенков, Николай Сергеевич (63) — советский и российский шахматист, международный мастер[291].
- Гэбриэл, Джеймс?! (80) — шотландский футболист, защитник[292].
- Гуманс, Фред (63) — нидерландский футболист, полузащитник[293].
- Дэвлет, Марианна Арташировна (88) — советский и российский археолог, доктор исторических наук (1983), сотрудник Института археологии РАН[294].
- Дюбернар, Жан-Мишель (80) — французский хирург и политический деятель, член Сената Франции[295].
- Картер, Дэвид[англ.] (67) — американский футболист[296].
- Левандовский, Тадеуш (77) — польский политик, депутат сейма 1-го срока[297]..
- Лишка, Ян (92) — словацкий тренер по лёгкой атлетике (бег)[298].
- Мелихов, Александр Васильевич (78) — советский и российский художник, книжный график[источник не указан 1436 дней]
- Огнев, Константин Кириллович (70) — российский киновед, ректор Академии медиаиндустрии (2007—2017)[299].
- Рахмон, Курбонали (67) — таджикский певец, руководитель ансамбля «Сомониён», народный артист Таджикистана (2004)[300].
- Рудаков, Константин Владимирович (67) — российский математик, академик РАН (2016)[301].
- Скрастиньш, Янис (71) — латвийский юрист, генеральный прокурор Латвии (1990—2000)[302].
- Янин, Борис Тимофеевич (90) — советский и российский палеонтолог, доктор геолого-минералогических наук, профессор МГУ имени М. В. Ломоносова[303].

## 9 июля

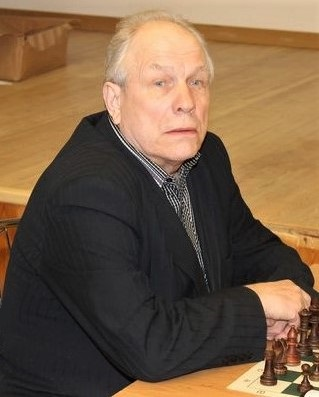
Владимир Карасёв

Алексей Кушнир

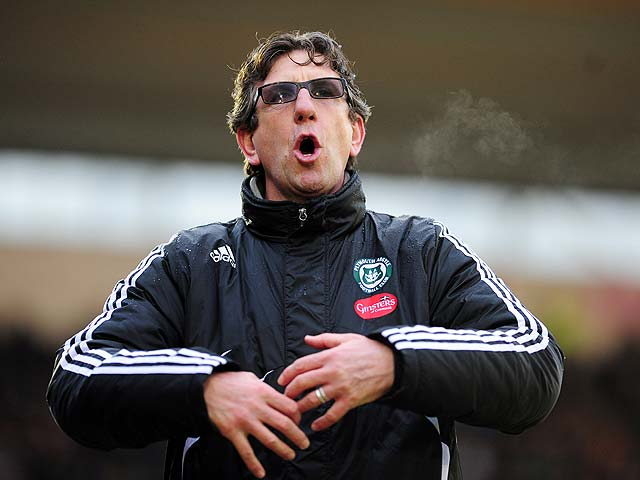
Пол Маринер

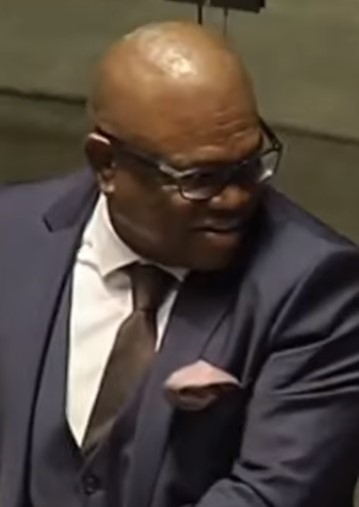
Джефф Махубо

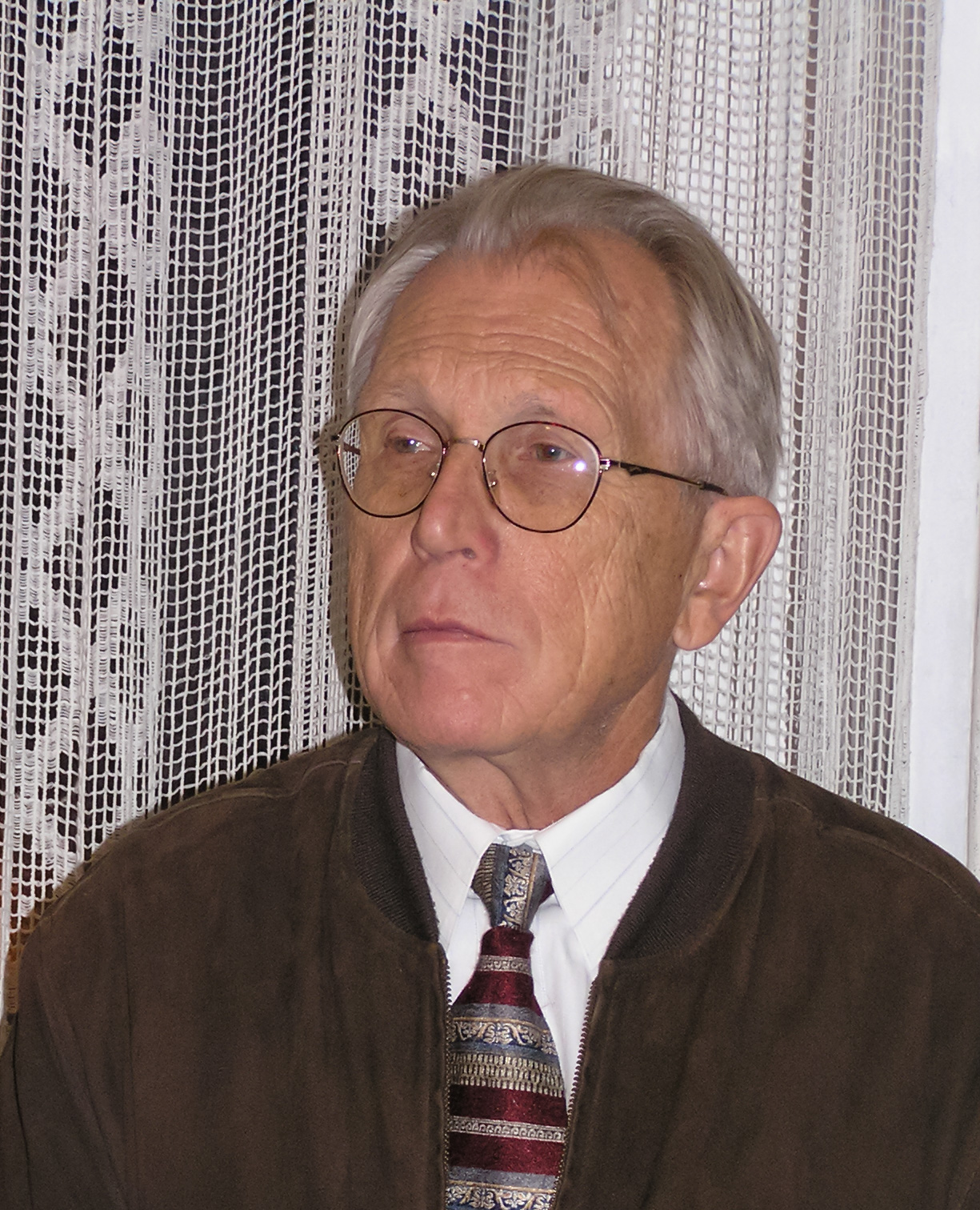
Борис Хренов

- Андреев, Борис Дмитриевич (80) — советский инженер-космонавт[304].
- Васильев, Владимир Иванович (84) — советский и российский книговед, член-корреспондент РАН (2006)[305].
- Голушко, Василий Михайлович (85) — белорусский учёный в области животноводства, член-корреспондент НАН Беларуси (2003)[306].
- Исотало, Пентти (94) — финский хоккеист[307].
- Карасёв, Владимир Иванович (83) — советский и российский шахматист[308].
- Каспер, Джанфранко (77) — швейцарский спортивный функционер, президент Международной федерации лыжного спорта (1998—2021)[309].
- Котова, Изабелла Борисовна (82) — российский педагог, член-корреспондент РАО (1996)[310].
- Кушнир, Алексей Михайлович (62) — российский педагог, главный редактор журнала «Народное образование»[311].
- Лейн, Нгэйр (95) — новозеландская пловчиха, участница летних Олимпийских игр 1948 года в Лондоне[312].
- Луи, Фрэнк (85) — государственный деятель и премьер-министр Ниуэ (1993—1999)[313].
- Маринер, Пол (68) — английский футболист[314].
- Махубо, Джефф (53) — южноафриканский политик, мэр Йоханнесбурга (с 2019)[315].
- Нойгер, Леонард (74) — польский филолог, литературовед, славист и литературный переводчик[316].
- Садат, Джихан (Джихан ас-Садат) (87) — египетская общественная деятельница, вдова Анвара Садата[317].
- Хренов, Борис Аркадьевич (90) — советский и российский физик, работавший в области экспериментальной физики космических лучей, доктор физико-математических наук, ведущий научный сотрудник НИИ ядерной физики МГУ[318].

## 8 июля
- Галатенко, Владимир Иванович (71) — российский живописец, заслуженный художник Российской Федерации (2004), член-корреспондент РАХ (2012)[319].
- Глуз, Михаил Семёнович (69) — советский и российский композитор, народный артист Российской Федерации (1996)[320].
- Каабак, Леонид Владимирович (87) — советский и российский химик-органик и энтомолог, доктор химических наук, профессор ГосНИИОХТа[321].
- Кошта, Рикарду (81) — португальский кинорежиссёр и кинопродюсер[322].
- Курбонов, Абдурахим Эшонкулович (47) — узбекский политический деятель[323].
- Метколф, Эдриан (79) — британский легкоатлет, серебряный призёр летних Олимпийских игр в Токио (1964)[324].
- Нарымбетов, Сатыбалды Жалелович (75) — советский и казахстанский кинорежиссёр и киносценарист, лауреат Государственной премии Республики Казахстан[325].
- Паллотини, Рената (90) — бразильская писательница[326].
- Рассадин, Константин Александрович (83) — артист балета Кировского театра (1956—1979), главный балетмейстер Государственного балета на льду Ленинграда / Санкт Петербурга (с 1979 года), заслуженный артист РСФСР (1971)[327].
- Сингх, Вирбхадра (87) — индийский государственный деятель, министр сталелитейной промышленности Индии (2009—2011)[328].
- Троценко, Юрий Александрович (80) — советский и российский микробиолог[329].
- Уотсон, Брайан (78) — канадский и американский хоккеист[330].
- Урбан, Андреа (48) — венгерская актриса[331].
- Хоторн, Мэрион Фредерик (92) — химик-неорганик и металлоорганик США, один из создателей химии кластерных гидридов бора[332].

## 7 июля

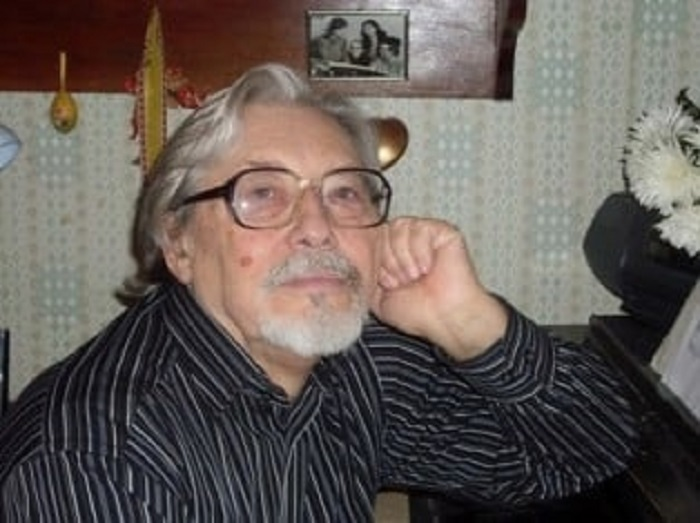
Сергей Зубковский

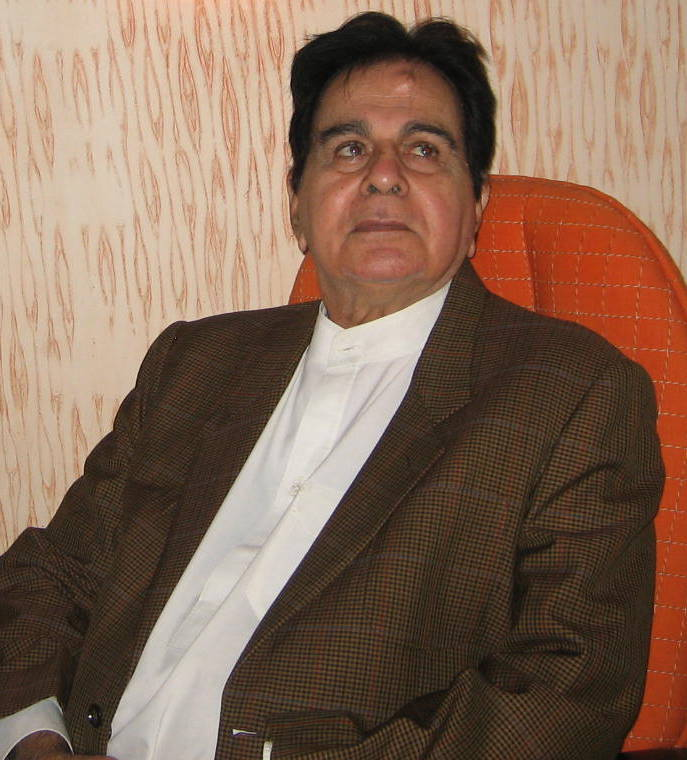
Дилип Кумар

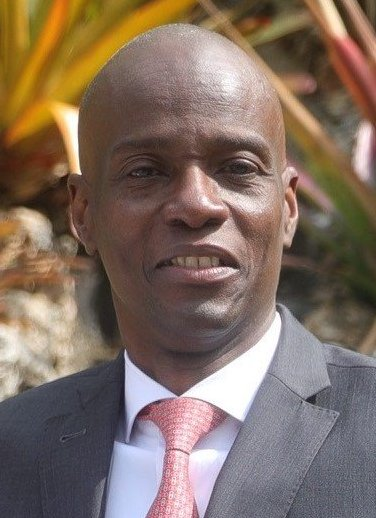
Жовенель Моиз

- Брязгин, Валерий Фёдорович (81) — российский гидробиолог, доктор биологических наук (1994), профессор (1995), ректор КГПИ / КГПА (1999—2007), заслуженный деятель науки Российской Федерации (2006)[333].
- Горовиц, Майкл (86) — британский поэт[334].
- Датт, Кешав (95) — индийский игрок в хоккей на траве, двукратный олимпийский чемпион: в Лондоне (1948) и в Хельсинки (1952)[335].
- Дауни, Роберт (старший) (85) — американский актёр, режиссёр, сценарист, продюсер, оператор и монтажёр[336].
- Да Эфижения, Энрике Эваристу (83) — португальский футболист, защитник и полузащитник[337].
- Де Армас Перес, Асела (66) — кубинская шахматистка, международный мастер (1978) среди женщин[338].
- Джибриль, Ахмед (83) — палестинский политический деятель, основатель организации «Народный фронт освобождения Палестины — генеральное командование»[339].
- Дилип Кумар (98) — индийский актёр, продюсер и политик[340].
- Ермолов, Александр Сергеевич (87) — советский и российский хирург, директор НИИСП им. Н. С. Склифосовского (1992—2006), член-корреспондент РАМН (1999—2014), член-корреспондент РАН (2014)[341].
- Зубковский, Сергей Ростиславович (82) — советский и российский композитор[342].
- Ионатос, Анжелика (67) — греческая певица, гитаристка и композитор[343].
- Корнилова, Галина Петровна (92) — русская писательница[344].
- Леппик, Михкель (88) — эстонский тренер по гребле[345].
- Моиз, Жовенель (53) — гаитянский государственный деятель, президент Гаити (с 2017 года); убит[346].
- Морган, Элистан[англ.] (88) — валлийский политик[347].
- Омаров, Султан-Мурад Асланович (94) — советский и российский медицинский деятель, член-корреспондент РАМН (1994—2014), член-корреспондент РАН (2014)[348].
- Пентин, Юрий Андреевич (95) — советский и российский физикохимик, доктор химических наук (1965), заслуженный профессор МГУ (1994), заслуженный деятель науки РСФСР (1980)[349].
- Подбельский, Вадим Валерьевич (83) — советский и российский программист, исследователь в области компьютерных наук, ординарный профессор факультета компьютерных наук ВШЭ[350].
- Ройтеман, Карлос (79) — аргентинский автогонщик, политик[351].
- Тезауро, Джузеппе (78) — итальянский юрист и судья, президент Конституционного суда Италии (2014)[352].
- Франчук, Анатолий Романович (85) — украинский хозяйственный и государственный деятель, премьер-министр Крыма (1994—1996 и 1997—1998), народный депутат Украины (1995—2006)[353].
- Хебнер, Мартин (61) — немецкий политический деятель, депутат Бундестага[354].
- Худый, Мирослав (59) — словацкий хоккейный тренер[355].
- Черкун, Юрий Борисович (79) — советский и российский архитектор[356].

## 6 июля

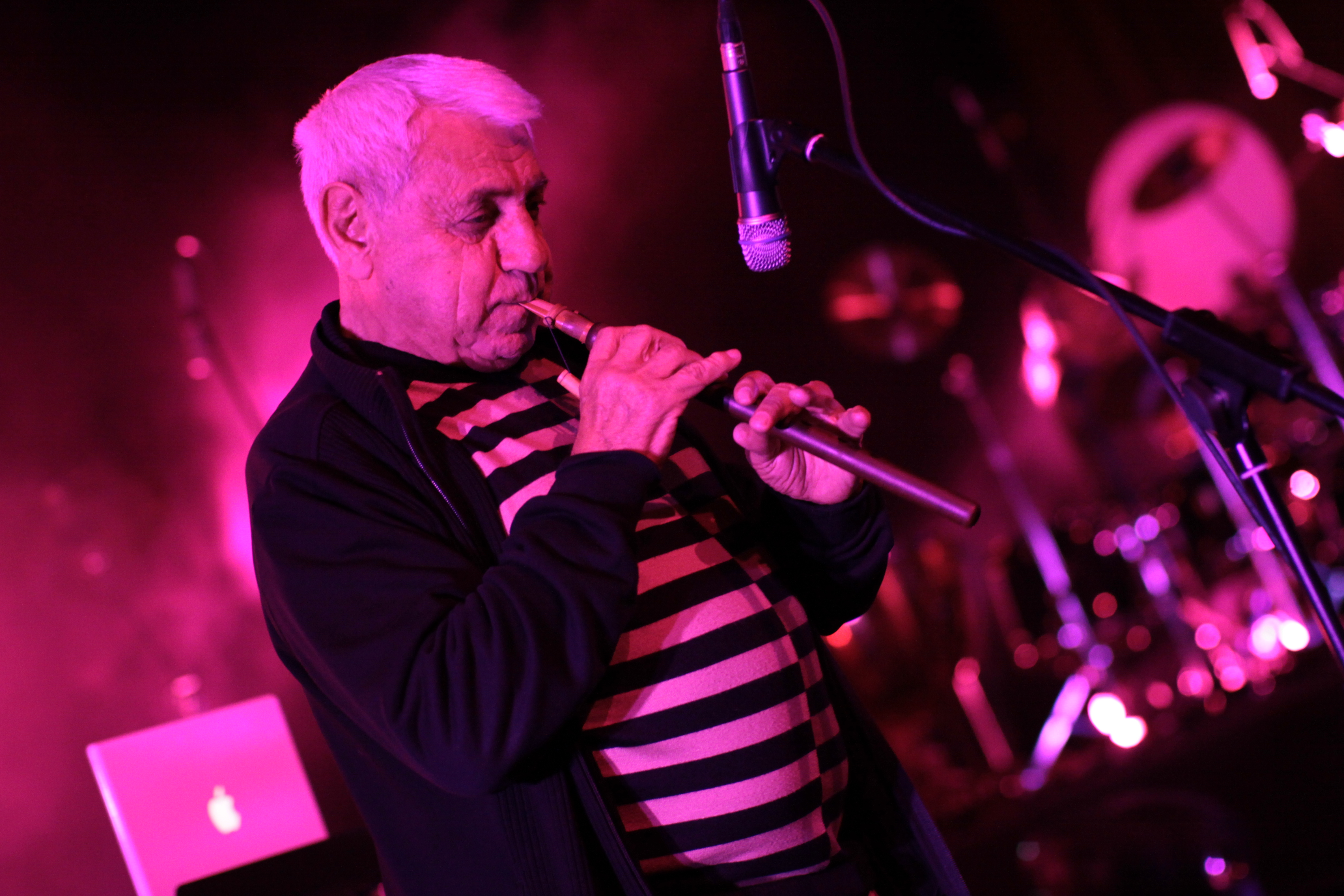
Дживан Гаспарян

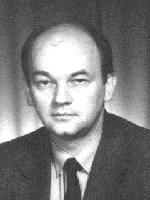
Валерий Расторгуев

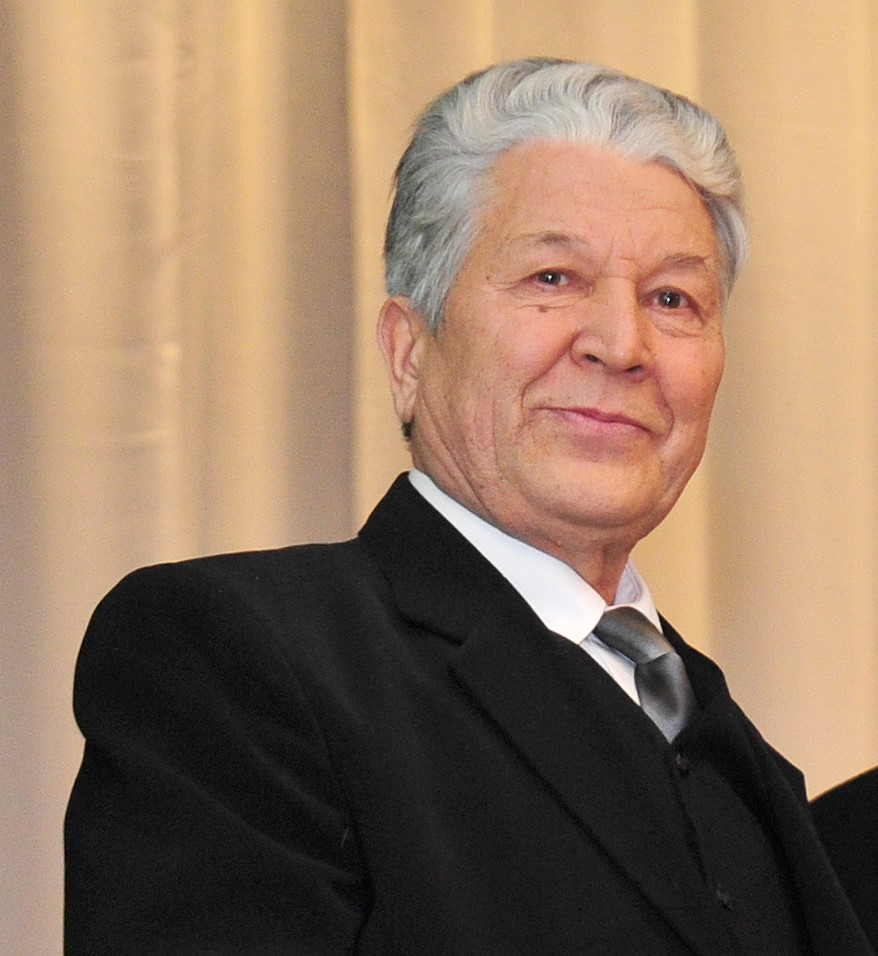
Николай Сорокин

- Андреев, Игорь Сергеевич (69) — белорусский театральный актёр, артист Национального академического театра драмы имени М. Горького[357].
- Ветрогонов, Владимир Юрьевич (71) — российский театральный деятель, главный режиссёр Омского театра юного зрителя (2002—2010)[358].
- Гаска, Луис[исп.] (87) — испанский создатель комиксов[359].
- Гаспарян, Дживан Арамаисович (92) — советский и армянский музыкант и композитор, мастер игры на дудуке, народный артист Армянской ССР (1978)[360].
- Гонсалес Перес, Мигель (94) — испанский футболист, тренер[361].
- Дель Бока, Анджело[итал.] (96) — итальянский историк[362].
- Джон, Патрик (83) — доминикский государственный деятель, премьер-министр Доминики (1974—1978 и 1978—1979)[363].
- Дуглас, Сьюззанн (64) — американская актриса[364]
- Кан, Аксель (76) — французский генетик[365].
- Кашьяп, Рамадхар — индийский политик, член Раджья сабха[366].
- Крук, Нора (101) — поэт, журналист и переводчик первой волны русской эмиграции[367].
- Куц, Сергей Фёдорович (65) — российский кукольный актёр и режиссёр[368].
- Морев, Анатолий Ильич (96) — советский государственный деятель, председатель Красноярского горисполкома (1972—1979)[369].
- Расторгуев, Валерий Николаевич (71) — советский и российский политолог и государственный деятель, член Совета Федерации (1993—1996)[370].
- Резниченко, Николай Семёнович (69) — российский военачальник, первый заместитель директора — начальник Главного штаба ФПС России (1999—2003), генерал-полковник[371].
- Сорокин, Николай Михайлович (79) — российский журналист, публицист, писатель[372].
- Хайдаров, Карим Хайдарович (87) — таджикский фармаколог, академик АН Таджикистана (1997)[373].
- Шлихта, Валентин Михайлович (58) — украинский государственный деятель, начальник Управления водных ресурсов Украины[374].
- Янга-Томашевский, Ян (69) — польский актёр кино и композитор[375].

## 5 июля

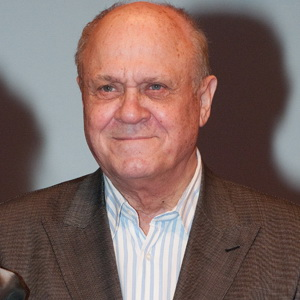
Владимир Меньшов

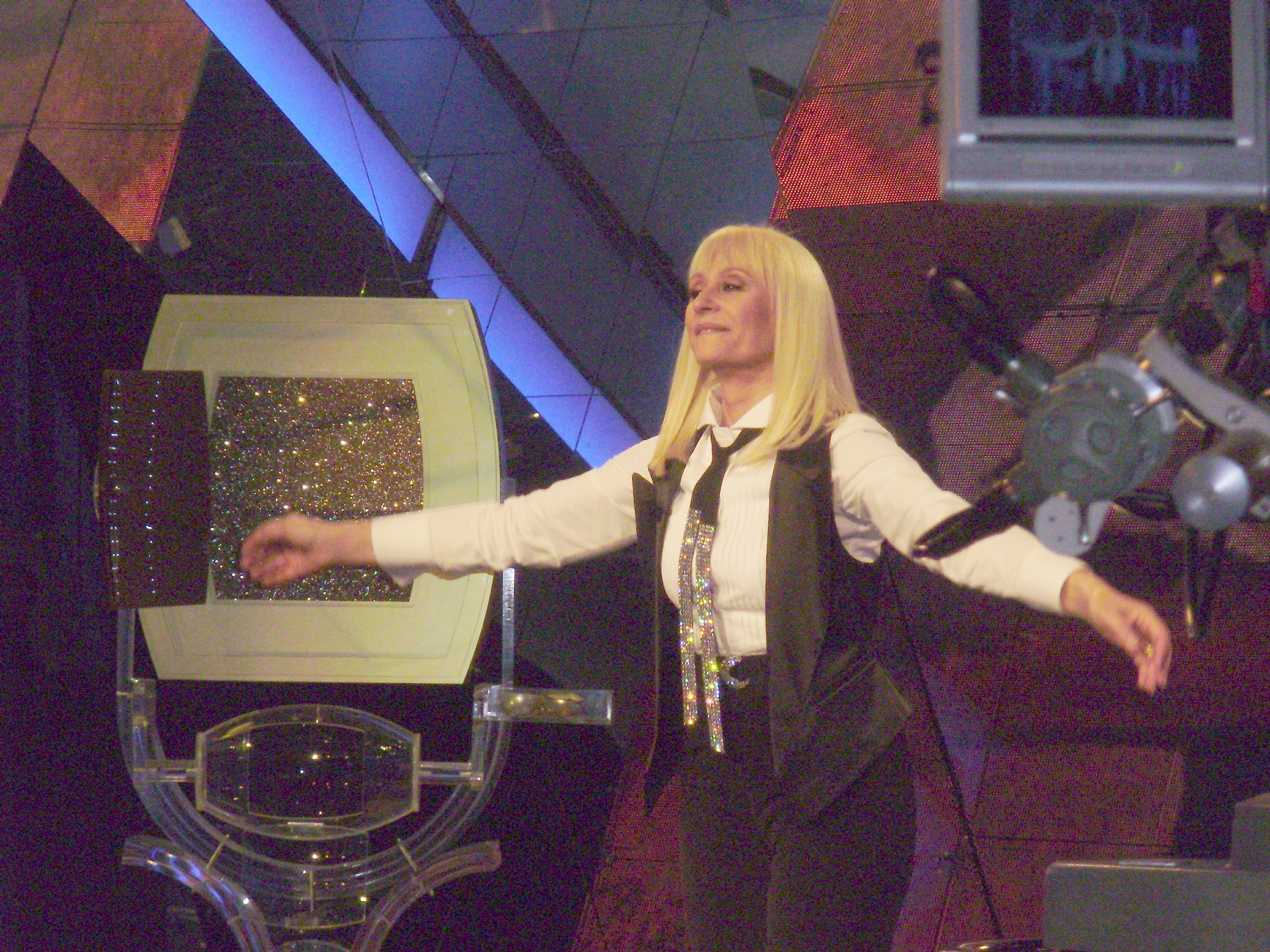
Рафаэлла Карра

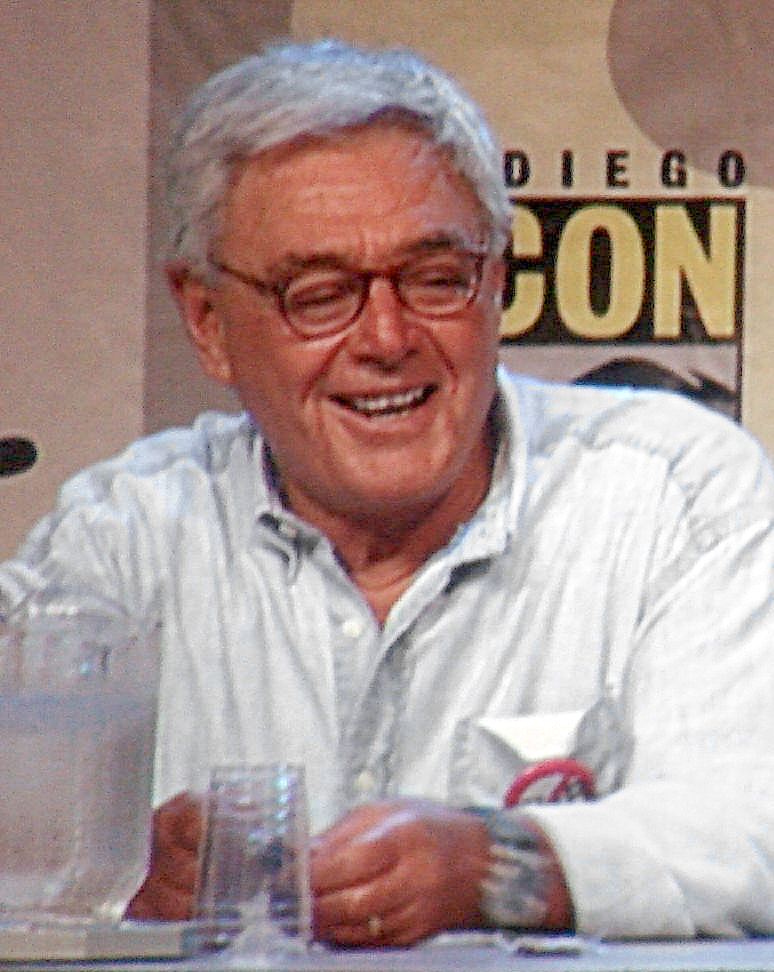
Ричард Доннер

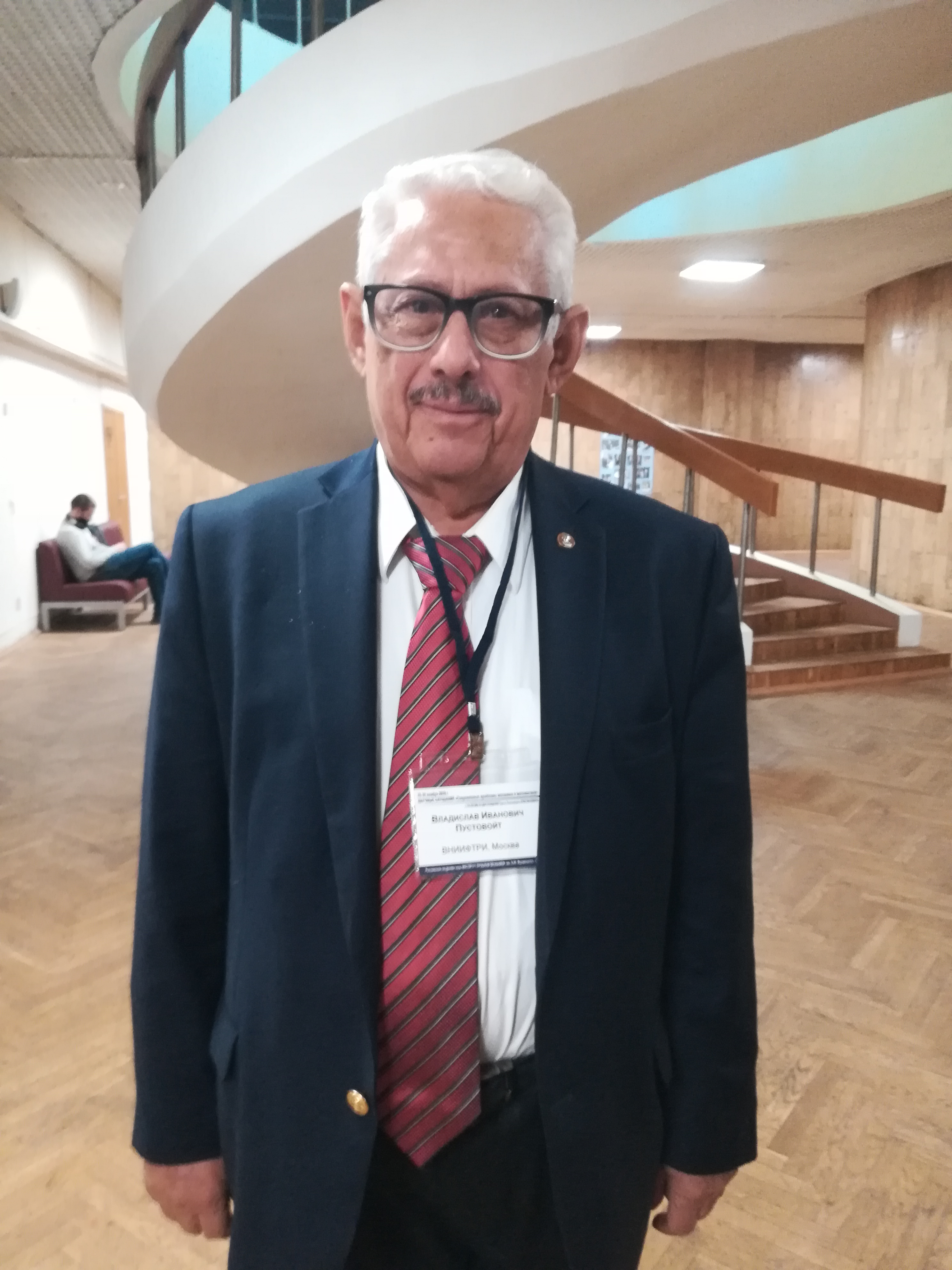
Владислав Пустовойт

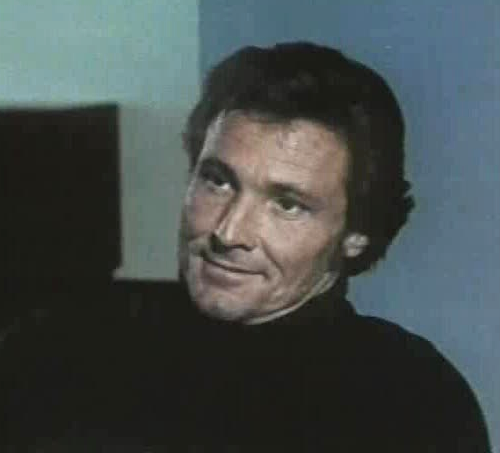
Уильям Смит

- Андерссон, Дин (75) — американский писатель, художник и музыкант, работавший в жанре фэнтези[376].
- Авори, Аггри (82) — угандийский государственный деятель, член парламента Уганды (2001—2006)[377].
- Альбицкая, Любовь Алексеевна (80) — советская актриса театра и кино[378].
- Балановский, Олег Павлович (44) — российский генетик, доктор биологических наук, профессор РАН (2016)[379].
- Бернардос, Кармен (91) — испанская актриса[380].
- Борэ, Патрик (64) — французский государственный деятель, мэр Ла-Сьота (2001—2020), сенатор (с 2020)[381].
- Васильев, Всеволод Викторович (86) — украинский учёный в области электротехники, член-корреспондент АН УССР / АНУ / НАНУ (1982)[382].
- Голиков, Станислав Иванович (96) — советский и российский геолог, заслуженный геолог Российской Федерации (1999)[383].
- Голованов, Александр Иванович (75) — советский и российский тележурналист и сценарист[384].
- Доннер, Ричард (91) — американский кинорежиссёр и продюсер, создатель первого современного фильма о супергерое «Супермен»[385].
- Залялов, Халим Бадриевич (81) — советский и российский татарский театральный актёр и драматург, артист Татарского государственного академического театра драмы имени Г. Камала[386].
- Исраэль, Рубен (65) — уругвайский футболист[387].
- Калыбекова, Аселхан Алишеровна (71) — казахская поэтесса, импровизатор, народный акын Казахской ССР (1990)[388].
- Карра, Рафаэлла (78) — итальянская эстрадная певица[389].
- Лисевский, Владислав (73) — польский политик, воевода Западно-Поморского воеводства (1999—2001)[390].
- Меньшов, Владимир Валентинович (81) — советский и российский режиссёр и актёр, народный артист РСФСР (1989), лауреат Государственной премии СССР (1981), лауреат премии «Оскар» в номинации «Лучший фильм на иностранном языке» за фильм «Москва слезам не верит» (1981)[391].
- Обберти, Альфредо Доминго (75) — аргентинский футболист[392].
- Пустовойт, Владислав Иванович (84) — советский и российский физик, академик РАН (2006), директор НТЦ УП РАН (1995—2015), лауреат Государственных премий СССР (1974, 1984) и Российской Федерации (1993, 2006, 2018)[393].
- Смит, Уильям (88) — американский актёр[394].
- Тимофеев, Сергей Фёдорович (71) — советский борец вольного стиля, победитель чемпионата Европы по борьбе в Ленинграде (1976), мастер спорта СССР международного класса (1976)[395].
- Фрингс, Эндер (62) — люксембургский актёр[396].
- Шин, Джиллиан (92) — британская фехтовальщица на рапирах, чемпионка летних Олимпийских игр в Мельбурне (1956)[397].
- Эрнандес, Роберто (54) — кубинский легкоатлет (бег на 400 м), серебряный призёр летних Олимпийских игр в Барселоне (1992)[398].

## 4 июля

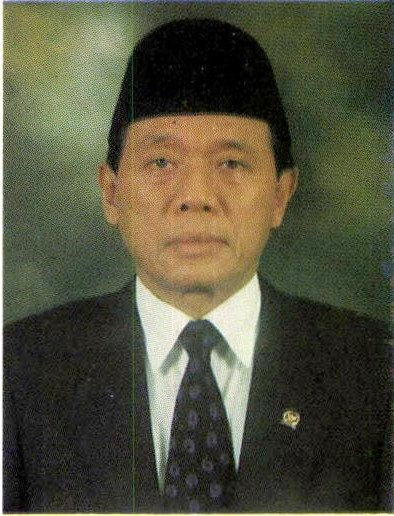
Хармоко

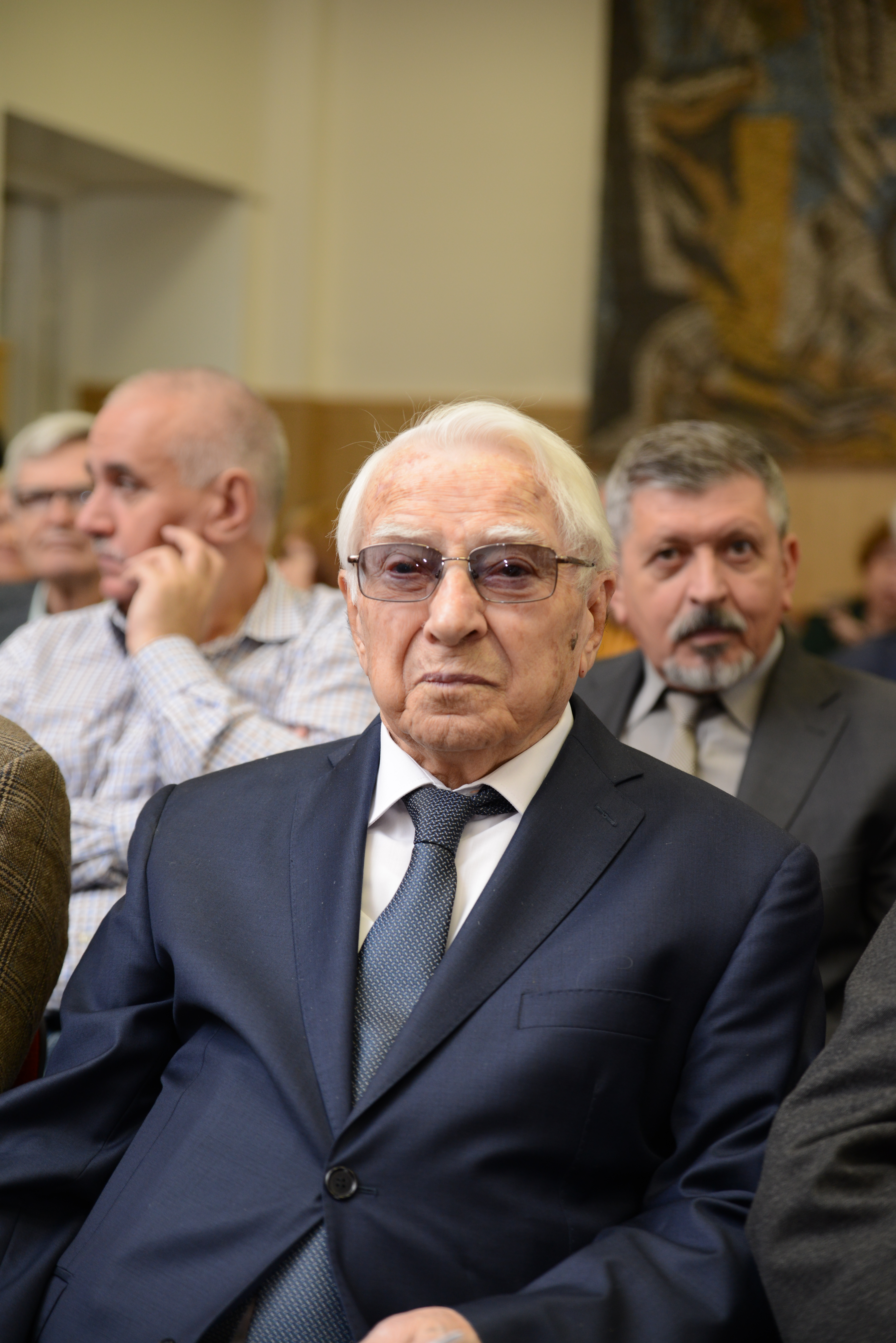
Рауф Мунчаев

- Анкама, Сэмюэл (63) — намибийский политик, член Национальной ассамблеи (с 2005)[399].
- Бози, Франческо (76) — итальянский политический деятель, член и секретарь Сената Италии[400].
- Майдаржавын Ганзориг (72) — монгольский космонавт-дублёр. Герой Труда Монгольской Народной Республики (2011)[уточнить][401].
- Георгиу, Луминица (71) — румынская актриса[402].
- Дугаров, Даши-Дымбрыл Дармабазарович (84) — советский и российский бурятский писатель и журналист, народный писатель Бурятии[403].
- Залужный, Степан Петрович (82) — советский передовик производства, водитель колхоза «Победа» Томаковского района Днепропетровской области (Украинская ССР), полный кавалер ордена Трудовой Славы[404].
- Кательницкий, Иван Иванович (75) — российский сосудистый хирург, доктор медицинских наук (1995), профессор, заслуженный врач Российской Федерации (2008)[405].
- Кивлениекс, Матисс (24) — латвийский хоккеист; несчастный случай[406].
- Кульченко, Виктор Григорьевич (89) — советский и российский театральный актёр, артист Омского и Саратовского театров юного зрителя[407].
- Левонтин, Ричард Чарлз (92) — американский биолог, генетик и общественный деятель[408].
- Микульский, Константин Иванович (88) — советский и российский экономист, член-корреспондент РАН (1991; член-корреспондент АН СССР с 1987)[409].
- Мунчаев, Рауф Магомедович (92) — советский и российский историк, член-корреспондент РАН (2000), директор Института археологии РАН (1991—2003)[410].
- Хармоко (82) — индонезийский государственный деятель, председатель Совета народных представителей Индонезии (1997—1999)[411].
- Шалимар, Джейн (41) — индонезийская актриса и политик, член Совета народных представителей (с 2014)[412].
- Эльдарова, Роза Абдулбасировна (97) — советский партийный и государственный деятель, Председатель Президиума Верховного Совета Дагестанской АССР (1962—1967)[413].

## 3 июля

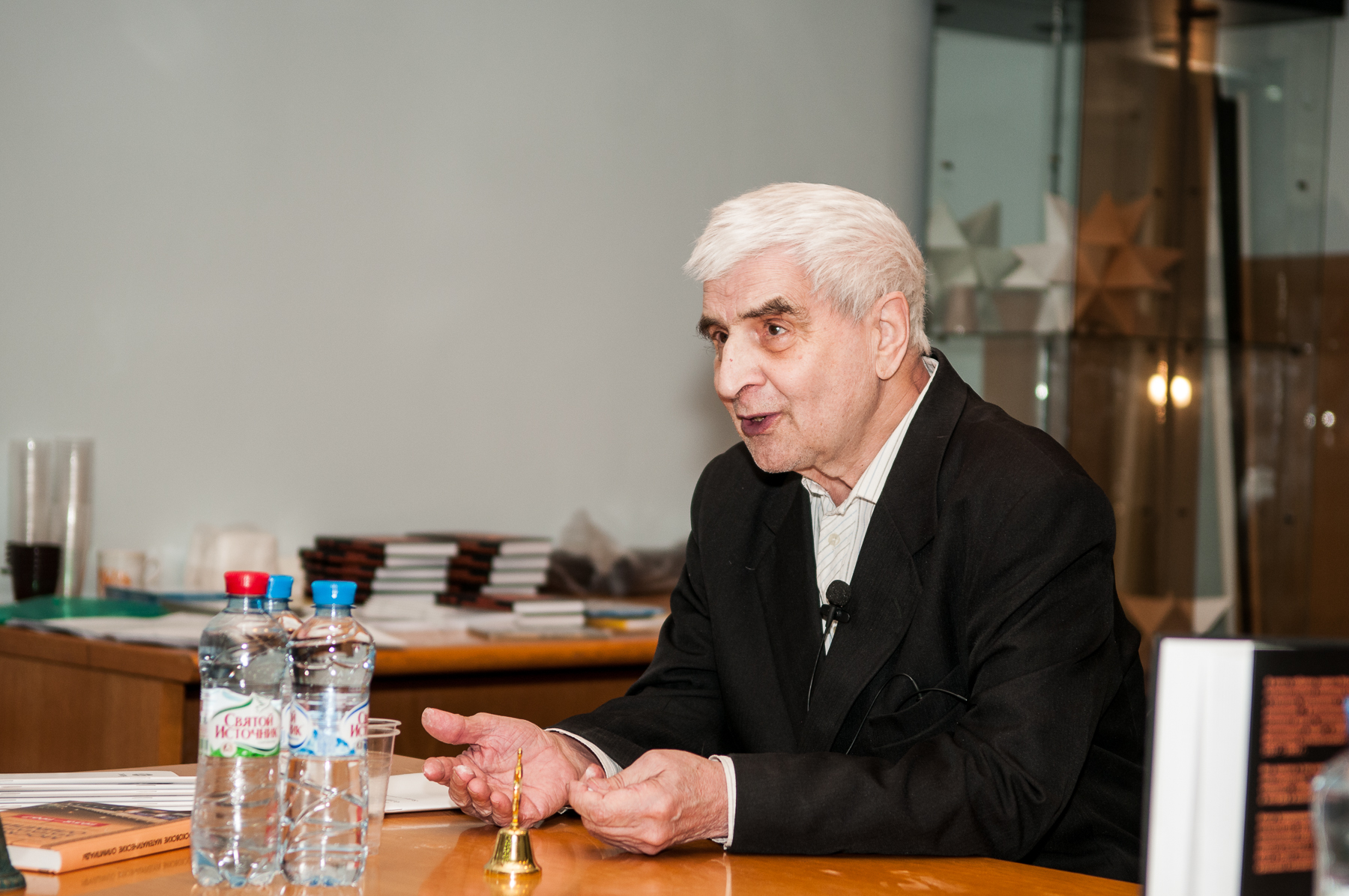
Николай Константинов

- Бабин, Николай Андреевич (76) — российский государственный деятель, председатель Государственной Думы Ямало-Ненецкого автономного округа, член Совета Федерации от ЯНАО (1996)[414].
- Беспятых, Юрий Николаевич (72) — советский и российский историк, доктор исторических наук (1990), сотрудник СПбИИ РАН[415].
- Гумилевский, Лев Николаевич (90) — советский и белорусский скульптор[416].
- Дзаттиаты, Анисим Антонович (87) — советский и российский осетинский композитор и хоровой дирижёр[417].
- Истмэн, Энтони (75) — индийский кинорежиссёр[418].
- Константинов, Николай Николаевич (89) — советский и российский математик и педагог, лауреат премии Правительства РФ в области образования (2008)[419].
- Мирин, Джон Сиффи (53) — индонезийский политик, член Совета народных представителей (с 2018)[420].
- Нэш, Тед (88) — американский спортсмен (академическая гребля), чемпион летних Олимпийских игр в Риме (1960)[421].
- Остапенко, Олег Васильевич (76) — советский и российский тренер по спортивной гимнастике, заслуженный тренер СССР[422].
- Седых, Вольф Николаевич (92) — советский и российский общественный деятель, журналист, писатель, франковед, директор издательства «Прогресс» (1976—1987)[423].
- Сомхишвили, Георгий Шотаевич (35) — российский игрок в мини-футбол[424].
- Тягло, Владимир Николаевич (74) — украинский государственный деятель и дипломат, посол в Армении (2002—2005) и в Кыргызстане (2005—2008)[425].
- Хэ Кан (98) — китайский государственный деятель, министр сельского хозяйства КНР (1983—1990)[426].

## 2 июля

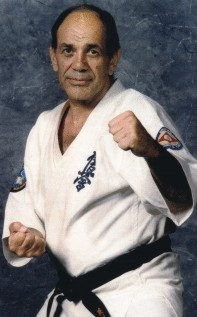
Стив Арнейл

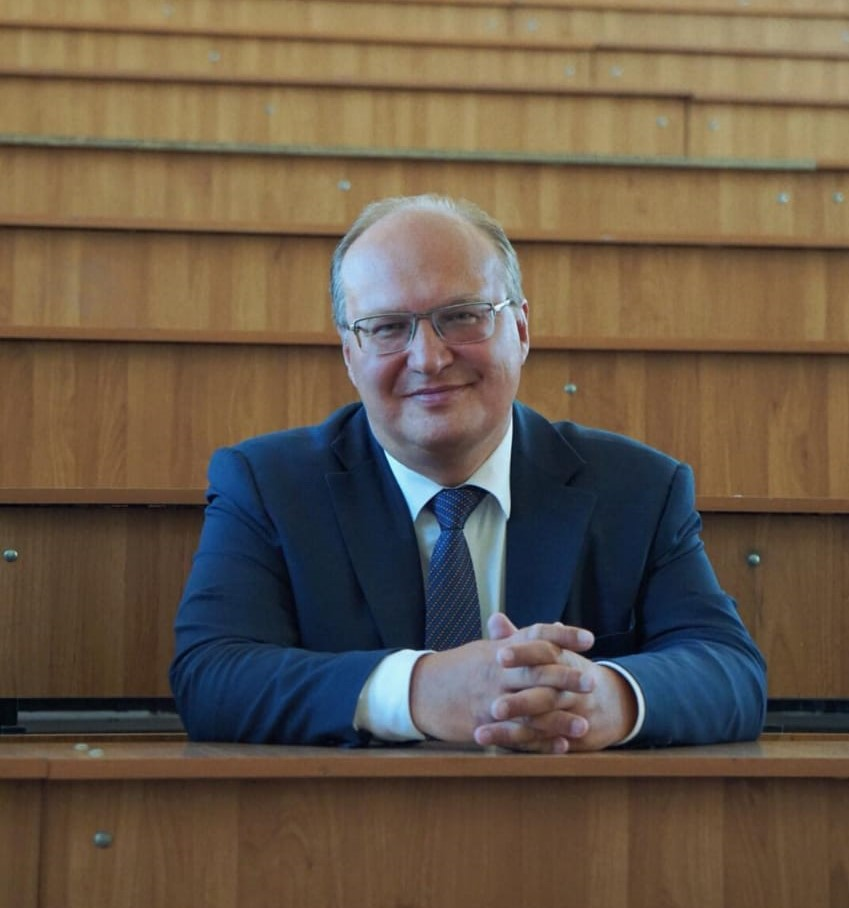
Михаил Квасников

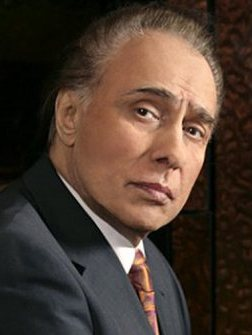
Николай Сличенко

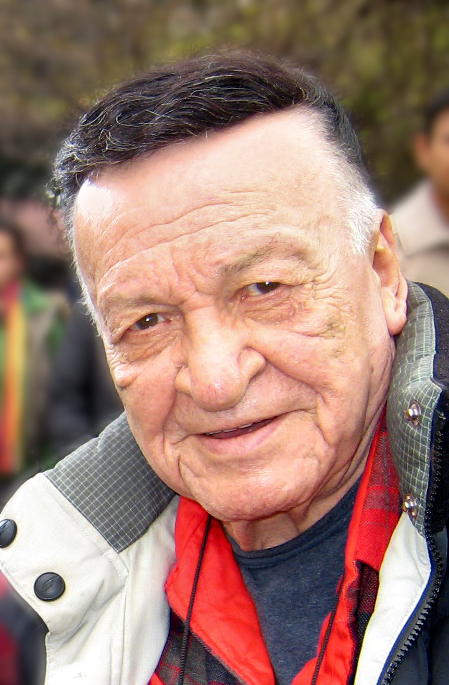
Картал Тибет

- Алагушов, Балбай (85) — советский и киргизский музыковед, народный артист Киргизской Республики[427].
- Арнейл, Стив (86) — британский мастер каратэ[428].
- Баранаускас, Юозас (86) — литовский телеведущий и политический деятель, депутат Сейма Литвы[429].
- Барешкин, Юрий Арсентьевич (84) — советский передовик сельского хозяйства[430].
- Гайденко, Пиама Павловна (87) — советский и российский философ, историк философии, член-корреспондент РАН (2000)[431].
- Горячев, Олег Михайлович (93) — советский и российский архитектор, заслуженный архитектор РСФСР, член-корреспондент РААСН[432].
- Квасников, Михаил Юрьевич (50) — российский химик, доктор технических наук (2009), профессор РХТУ им. Д. И. Менделеева[433].
- Кузнецов, Вячеслав Николаевич (67) — российский социолог, член-корреспондент РАН (2003)[434].
- Лара, Омар (80) — чилийский писатель[435].
- Лебедев, Денис Юрьевич (46) — глава Коломенского городского округа; самоубийство[436].
- Ледваба, Лехлохоноло (49) — южноафриканский боксёр, чемпион мира[437].
- Марченко, Михаил Николаевич (80) — советский и российский правовед, глава Ассоциации юридических вузов[438].
- Набиль, Асма (41 или 42) — пакистанская писательница и сценарист[439].
- Петров, Юрий Александрович (74) — советский и российский актёр, мастер дубляжа, телеведущий, диктор программы «Время»[440].
- Сличенко, Николай Алексеевич (86) — советский и российский актёр, театральный режиссёр и певец, художественный руководитель театра «Ромэн» (с 1977 года), народный артист СССР (1981)[441].
- Тахирова, Хамро (97) — советский передовик ткацкого производства, Герой Социалистического Труда (1965)[442].
- Тибет, Картал (83) — турецкий актёр и режиссёр[443].
- Худолей, Дмитрий Андреевич (79) — украинский организатор отрасли связи и государственный деятель, председатель государственного комитета по связи Украины (1996—1999)[источник не указан 1498 дней].
- Усупов, Станбек Усупович (87) — советский и киргизский журналист и писатель, руководитель информационного агентства КирТАГ[444].
- Черкасский, Матвей Леонтьевич (97) — советский футболист, нападающий, советский и американский тренер[445].
- Чокану, Ион (81) — советский и молдавский писатель и литературный критик[446].

## 1 июля

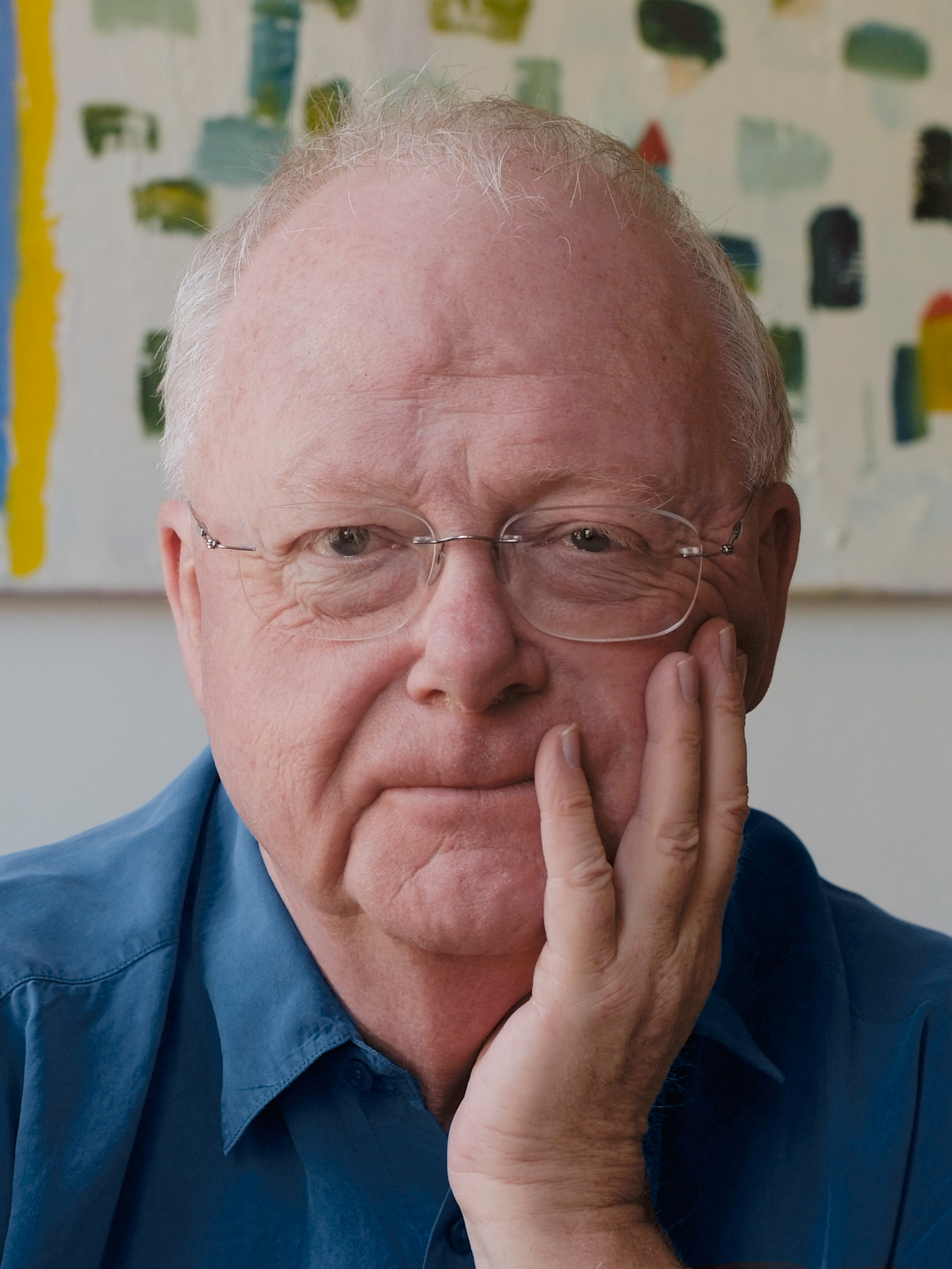
Луи Андриссен

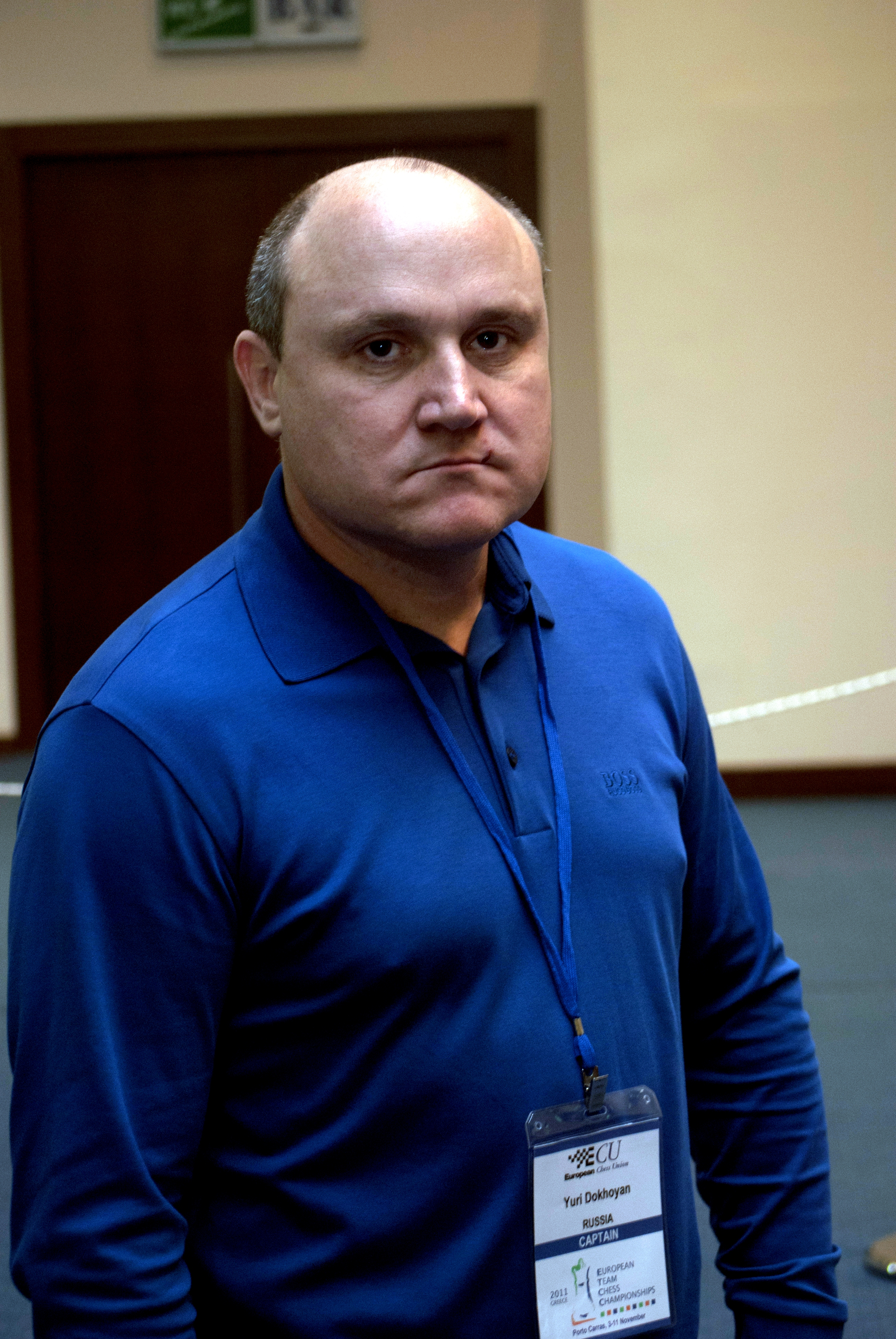
Юрий Дохоян

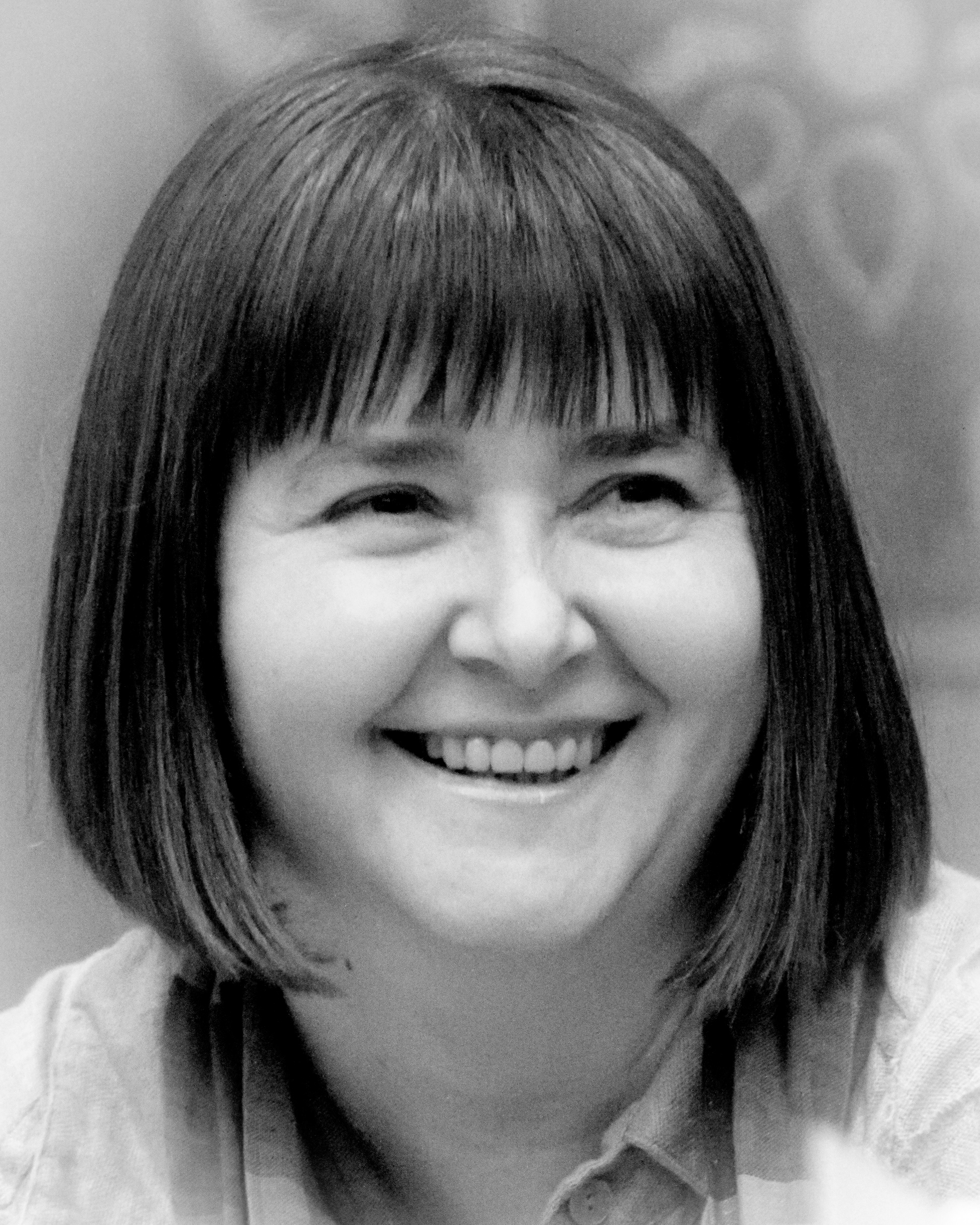
Ксения Драгунская

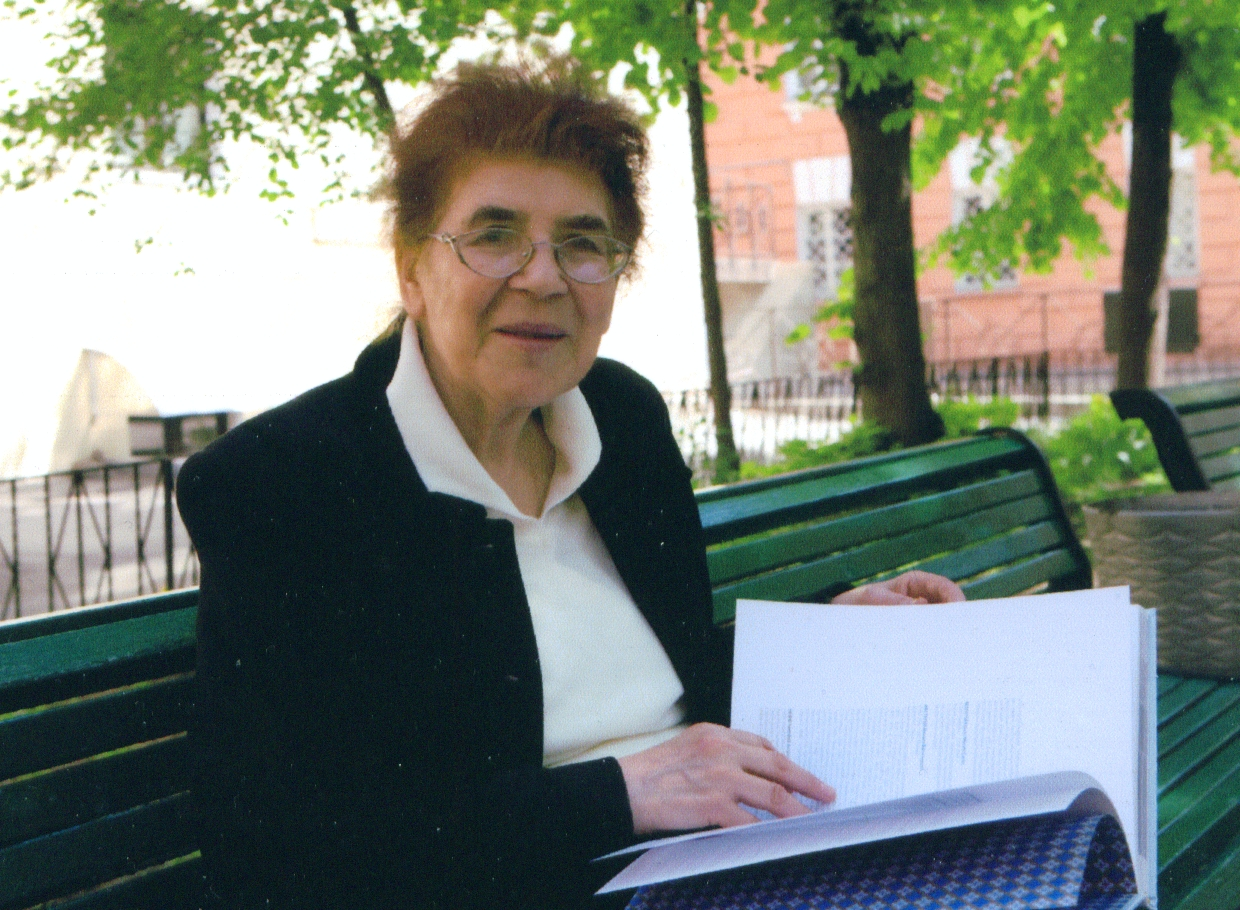
Евгения Кириченко

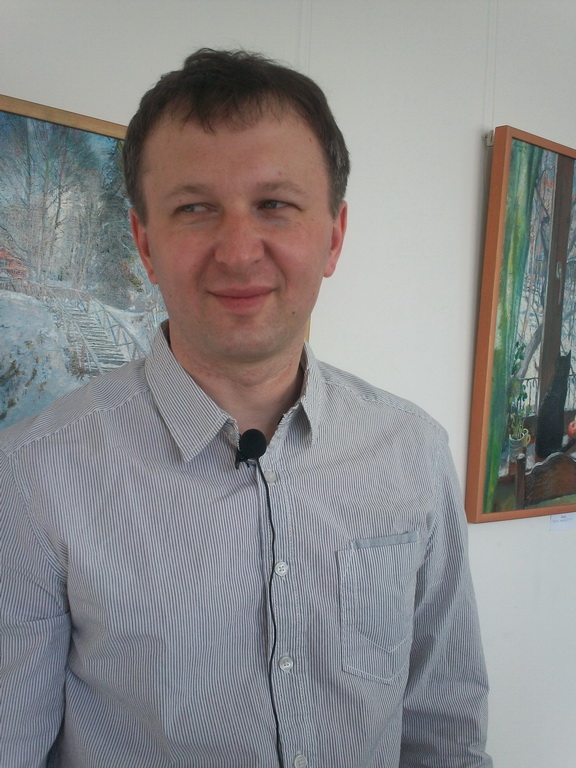
Денис Минаев

- Андриссен, Луи (82) — нидерландский композитор, историк и теоретик музыки[447].
- Барушева, Любовь Васильевна (80) — советский государственный деятель, народный депутат СССР.
- Боттолье, Кристиан (92) — французский футболист («Нанси»)[448].
- Бреро, Элиде (99) — перуанская актриса[449].
- Вавра, Витезслав (68) — чешский певец и барабанщик[450].
- Вейц, Эрик (68) — американский историк[451].
- Дохоян, Юрий Рафаэлович (56) — советский и российский шахматист и тренер, гроссмейстер (1988)[452].
- Драгунская, Ксения Викторовна (55) — российский драматург, дочь Виктора Драгунского, сестра Дениса Драгунского[453].
- Икбаль, Анвар (71) — пакистанский актёр[454].
- Калбрет, Джошуа (88) — американский легкоатлет, бронзовый призёр Летних Олимпийских игр 1956 года в Мельбурне в беге на 400 метров с барьерами[455].
- Кекана, Стив (62) — южноафриканский певец и автор песен[456].
- Кириченко, Евгения Ивановна (90) — советский и российский историк архитектуры, искусствовед, академик Российской академии архитектуры и строительных наук (РААСН), почётный член Российской академии художеств, лауреат Государственной премии РФ[457].
- Кузнецов, Дмитрий Анатольевич (48) — российский футболист, полузащитник, игрок тульского Арсенала (2000)[458].
- Маккуббинс, Мэтью (64) — американский политолог[459].
- Мансурова, Фарида Хамидовна (69) — таджикский врач и медицинский исследователь, доктор медицинских наук, профессор, член Академии наук Республики Таджикистан[460].
- Минаев, Денис Евгеньевич (48) — российский живописец, художник-плакатист, преподаватель[461].
- Моханти, Сангхамитра (68) — индийский учёный-компьютерщик[462].
- Мулярчик, Александр Сергеевич (82) — советский и российский литературовед-американист[463].
- Панс, Баудевейн (77) — нидерландский писатель и журналист[464].
- Раджабов, Убайдулло (80) — актёр, народный артист Таджикистана (1994)[465].
- Радова, Индржишка (96) — чешская художница-керамист[466].
- Ратход, Арвинд (83) — индийский киноактёр[467].
- Рафаэлян, Маис Геворкович (81) — армянский театральный режиссёр, заслуженный артист Республики Армения[468].
- Рыковский, Геннадий Феодосьевич (84) — советский и белорусский ботаник-эволюционист, бриолог, доктор биологических наук, профессор, лауреат премии НАН Беларуси[469]
- Садыков, Шияб Садыкович (97) — советский и российский удмуртский писатель[470].
- Слукин, Всеволод Михайлович (85) — советский и российский геофизик и краевед[471].
- Сэмплер, Филис (67) — американская актриса[472]
- Цыбань, Алла Викторовна (83) — российский гидробиолог, академик РАН (2008)[473].
- Штепура, Иван Андреевич (87) — советский шахтёр, Герой Социалистического Труда (1975)[474].